# Liste der Kinos in Berlin-Mitte
Die Liste der Kinos in Berlin-Mitte gibt eine Übersicht aller Kinos, die im Berliner Ortsteil Mitte existiert haben oder noch existieren. Die Liste wurde nach Angaben aus den Recherchen im Kino-Wiki aufgebaut und mit Zusammenhängen der Berliner Kinogeschichte aus weiteren historischen und aktuellen Bezügen verknüpft. Sie spiegelt den Stand der in Berlin jemals vorhanden gewesenen Filmvorführeinrichtungen als auch die Situation im Januar 2020 wider. Danach gibt es in Berlin 92 Spielstätten, was Platz eins in Deutschland bedeutet, gefolgt von München (38), Hamburg (28), Dresden (18) sowie Köln und Stuttgart (je 17). 
Gleichzeitig ist diese Zusammenstellung ein Teil der Listen aller Berliner Kinos und der Ortsteillisten.
Zu den Kinos in den weiteren Ortsteilen des Bezirks Mitte siehe:
- Liste der Kinos in Berlin-Gesundbrunnen
- Liste der Kinos in Berlin-Hansaviertel
- Liste der Kinos in Berlin-Moabit
- Liste der Kinos in Berlin-Tiergarten
- Liste der Kinos in Berlin-Wedding

## Einleitung
Für Mitte sind in den einhundert Jahren Filmgeschichte 91 nachweisbare Kinos genannt. Für die 1910er und 1920er Jahren waren rund sechzig Lichtspieltheater aktiv, für die 2010er Jahre sind es noch 15 auf den zehn Quadratkilometern. Standorte waren bis in die 1940er Jahre Alexanderplatz, Scheunenviertel, Friedrichstraße und Unter den Linden. Die Anfangszeit war dadurch gekennzeichnet, das kinematographische Vorstellungen als Beiprogramm von Cabarett und Varieté waren, wie dieses im Wintergarten an der Friedrichstraße durch die Gebrüder Skladanowsky mit ihren Filmen geschah. Die wohl erste feste Kinostätte Berlins waren die Wilhelmshallen, in denen 1896 ein gesonderter Raum für die lebenden Bilder eingerichtet wurde. Berlins erste Kinozentrum lag Friedrichstraße / Unter den Linden, wo sich auch die Gesellschaften und Firmen um Erzeugung, Vertrieb und Verkauf ansiedelten. In den 1910er Jahren waren die Filmstätten eine Form der Ablenkung von sozialen und politischen Problemen, die Vorstellungen wurden Bestandteil der Etablissements. Es entstanden im Münz- und Scheunenviertel, dem Rosenthaler Quartier und am Hackeschen Markt die Ladenkinos. Nur mit dem Notwendigsten ausgestattet entstehen die Kintöppe, außenliegende Kasse und Schaubudenelemente häufig mit elektrischem Klavier versehen, werden unrentable Räume zu Profitgruben. „Die Berliner Kriminalpolizei hat einen größeren Kreis von Lebemännern, denen 200 Mitglieder angehören bei einem Vergnügen eigener Art gestört. […] sie veranlassten Siegbert Goldschmidt [einer der bekanntesten Kinobetreiber Berlins] im Kinematopgraphentheater am Schiffbauerdamm Serien von obszönen Bildern vorzuführen […] Zur Ehre der Filmfabrikate sei hier festgestellt, dass die beschlagnahmten Filme, soweit sie Originalerzeugnis französischer Firmen waren, unverkennlich japanische Typen waren …“ () In den 1910er Jahren entstehen neben vielen Kintopps auch die ersten größeren Lichtspieltheater, wohl aus Platzmangel allerdings bescheidener als die Filmpaläste wie in Charlottenburg und dem Westen Berlins. Dazu gehören das UT Alexanderplatz, der Admiralspalast, das Bavaria-Haus mit angeschlossenen Restaurationen und Ballsälen. Im Rahmen der Sanierung im Scheunenviertel baute Hans Poelzig 1929 das Babylon. In den 1930er Jahren werden Kinobetriebe im Reichsverband Deutscher Filmtheater zusammengeschlossen, die Nationalsozialisten nahmen darüber Einfluss auf die Programme und die Kinosäle, wie Bio oder Imperial werden für Veranstaltungen angemietet. Bei den Luftangriffen war das Zentrum Berlins besonders stark betroffen, aber knapp ein Drittel der Vorkriegskinos konnten 1945/1946 noch teilweise beschädigt wieder eröffnen. Mit der Lage von Mitte im sowjetischen Sektor werden Camera, Franziskaner und Babylon vom SowFilm beliefert und stehen den russischen Soldaten zur Verfügung, entsprechend den Alliiertenkinos. In Ostberlin wurden sie Kern des VEB Berliner Filmtheater. In Mitte wirkte die Kinokrise mit sinkenden Besucherzahlen stark: es blieben nur Camera und Babylon in die 1990er Jahre bestehen. 1961/1963 kam an der Stalinallee (→ Karl-Marx-Allee) das DEFA-Premierenkino International hinzu. Ergänzt wird das Filmangebot in den Kultureinrichtungen der Ostblockstaaten mit unterschiedlichem Angebot. Mit der politischen Wende gab es seit den 1990er Jahren vielfache Versuche von Filmfreunden und Kinoenthusiasten zur Einrichtung einer neuen Kinoszene.

## Kinoliste
Als Ur-Kino wird die erste Vorführung bewegter Bilder von Max Skladanowsky im Wintergarten angesehen, die am 1. November 1895 stattfand. Jedoch war das kein nur für Filmvorführungen dienender Raum und die Aufführungen Teil des Programms, deshalb werten Experten als erstes „richtiges Kino“ das Isolargraph Unter den Linden 21. Diese Einrichtung eröffnete 1896, bestand allerdings nur sehr kurze Zeit.
| Name/Lage                                                                                    | Adresse                                               | Bestand            | Beschreibung und ggf. Bild |
| -------------------------------------------------------------------------------------------- | ----------------------------------------------------- | ------------------ | --- |
| ACUD (Lage)                                                                                  | Veteranenstraße 21                                    | 1991 bis heute     | Das Kino befindet sich in der Veteranenstraße gegenüber vom Volkspark am Weinbergsweg. Es entstand 1991 in der Wendezeit im Zusammenhang mit dem ACUDkunsthaus, das auf der autonomen Galerie Acud gründete. Diese hatte sich in dem 1932 von einem jüdischen Molkereibesitzer, gebauten Wohnhaus eingerichtet. Neben den zwei Kinosälen besitzt das Haus vier weitere Bühnen mit Theater und eine Galerie mit Club. Ursprünglich befand sich der Kinosaal in der fünften Etage des Haupthauses. Nach Abschluss dieses Vertrages konnten umfangreiche Sanierungen und Baumaßnahmen erfolgen: Der Kinosaal zog in das zweite Geschoss am Innenhof um. Das Treppenhaus führt in ein großes Foyer, in dem zehn Holzklappsessel aus dem ursprünglichen Kinosaal stehen. Hinter dem Verkaufstresen liegt der Vorführraum des Saals 1 (in dem sich 80 türkise nackenhohe Polsterklappsessel in sechs Reihen befinden). Mit Abschluss der Bauarbeiten für Saal 1 im Jahr 2006 folgte der zweite Saal im vorderen Haus. Im Jahr 2013 drohte erneut eine Insolvenz, während des Notbetriebes wurden aber weiter Kinofilme gezeigt; 2014 wurde der Bestand gesichert. Die Projektion ist für 16-mm und 35-mm-Film sowie für Dias auf eine 5,2 m × 2,7 m große Leinwand möglich. Das Tonsystem ist Dolby Digital. Der Saal 2 ist kompakter mit 32 Plätzen (Kinoklappsessel und einige Freischwinger) und die Technik entspricht der im Saal 1. Es wird hauptsächlich der junge europäische und deutsche Film gezeigt, hinzu kommen Retrospektiven und Filmentdeckungen. Filme werden überwiegend in Originalversion aufgeführt. Das Kino wird vom Alternativen Kunstverein ACUD e. V. getragen. Es ist zudem Spielort des British Independent Film Festivals. |
| Admiralspalast (Lage)                                                                        | Friedrichstraße 101/102                               | 1911 –1945         | Der Admiralspalast ist ein traditionsreicher Veranstaltungsort in der Friedrichstraße 101/102. Er zählt zu den wenigen erhaltenen großen Vergnügungsstätten vom Anfang des 20. Jahrhunderts in Berlin. 2006 wurde das Theater in dem denkmalgeschützten Gebäude nach umfangreichen Sanierungs- und Umbauarbeiten wiedereröffnet. Das Gebäude wurde am 20. April 1911 eröffnet und beinhaltete zunächst bis 1922 auch ein Lichtspieltheater. Dieses diente zeitweise als Casino, bis es 1928 erneut als Kino eröffnete. Bis 1945 blieb es in Betrieb. Der Admiralspalast wurde im Zweiten Weltkrieg kaum zerstört, nur das Vorderhaus war in Mitleidenschaft gezogen worden. 1949 wurde das Vorderhaus als Haus der Presse neu eröffnet, während im großen Saal schon 1945 erste Theatervorstellungen stattfanden. Seit 1953 befindet sich im ehemaligen Kino im Vorderhaus das Kabarett Die Distel. |
| Alexandra-Palast (Lage)                                                                      | Brunnenstraße 6/7                                     | 1948–ca. 1955      | Von 1948 bis um 1955 existierte im Haus Brunnenstraße 6/7 kurzzeitig ein Kino. Der Besitzer Peter Paul Schaffranietz gibt für den Kinosaal 486 Plätze an. In den Nachkriegsjahren wurden in nutzbaren Gebäuden Ersatzspielstätten für zerstörten Kulturstätten geschaffen, zumal hier die Brunnenstraße im Bereich des U-Bahnhofs lag. Um 1990 war das Haus besetzt und die Bürger wollten wieder ein Kino dort einrichten. Das Projekt scheiterte und ein Supermarkt bezog die Räume im Erdgeschoss. Vor dem Zweiten Weltkrieg bestand ein Woolworth-Kaufhaus im Haus 1997 erfolgte die Rückübertragung an die Jewish Claims Conference, die für 4,5 Millionen DM an die Grundstücksverwaltung Gawehn verkaufte. |
| Alfa-Lichtspiele (Filmburg, Milano-Lichtspiele) (Lage)                                       | Fehrbelliner Straße 82                                | 1919–1943          | Im Haus befindet sich im Erdgeschoss ein Ladeneinbau, das Kino stand vermutlich im Hof. Das Quergebäude von Grundstück 82 schließt an jenes von 83. Das Kino wurde ungefähr von 1919 bis 1943 betrieben. Im Kinoadressbuch 1920 ist als Gründungsjahr 1919 genannt, das Kino von E. Milano (daher Milano-Lichtspiele) verfügte über 350 Plätze bei täglichen Vorstellungen. 1924 hatte Georg Mais das Kino mit 400 Plätzen übernommen und spielte täglich mit zwei Programmwechseln jede Woche. Er nutzte den Namen Filmburg, Film- u. Bühnenschau und übergab den Besitz 1928 an Johannes und Richard Kersten, die als Gründungsjahr 1916 eintragen ließen, sie führten den Namen Filmburg weiter. Unter ihrem Besitz wurde 1932 das Filmtheater mit Klangfilm-Technik für Tonfilm eingerichtet, das Kino war mit 350 Plätzen eingetragen. 1934 wurde Otto Katzmann der Inhaber, ab 1935 firmierte das Kino als Alfa-Lichtspiele. 1937 übernahm Walter Kühn und nannte als Gründungsjahr 1910 in den Unterlagen. Bis zur Schließung wurde letztlich 1939 Moritz Keding der Besitzer des Kinos mit einer Bühne von 12 m × 4 m, 375 Plätzen und täglichen Vorstellungen. Die Alfa-Lichtspiele sind im Adressbuch 1943 im Gewerbeteil eingetragen. |
| Amor-Lichtspiele (Brunnen-Kino) (Lage)                                                       | Brunnenstraße 155                                     | 1903–1943          | Es handelte sich um ein Ladenkino, das 1904 erstmals in der Brunnenstraße 155 eröffnet wurde. Im Kino-Adressbuch sind für die Brunnenstraße 155 die „L. M. Lichtspiele“ mit 200 Plätzen für Dr. Karl Voigt aufgenommen. Die Kinobesitzer wechseln häufig: 1924 Franz Wikowski, 1925 E Hartwig als Name ist Filmpalast eingetragen. Im Laufe des Jahres 1925 übernimmt Hermann Zacher das Kino mit einer Bühne von 2,5 m × 4 m und nannte es Amor-Lichtspiele, als Gründungsjahr ließ er im Kino-Adressbuch 1905 eintragen. 1931 übernahm Friedrich Carl Prinz die Amor-Lichtspiele und rüstete die Einrichtung für Tonfilm um, die Technik stammte von Klangfilm. 1937 war Erich Grafiunder Inhaber und 1938 wechselte der Besitz zu Rudolf Schneider. Als Kino wurde es mit seinen 202 Plätzen um 1942 aufgegeben, im Adressbuch 1943 ist es nicht eingetragen. Auf dem Grundstück Brunnenstraße 154 befand sich das Concordia Varieté Theater, mit den Casino-Lichtspielen (später: Filmtheater Berlin). In den Nachkriegsjahren befand sich in der Brunnenstraße 155 die Eisdiele von Richard Hartmaier, zuvor die Speisewirtschaft von Hermann Lindemann. „Ein neues Kinematographen-Theater ist unter dem Namen ‚Brunnen-Kino‘ in Berlin, Brunnenstrasse 155, eröffnet worden. Die Leitung des Brunnenkino hat die Gattin des bekannten Sekretärs des Berliner Passage-Theaters Herrn Friedrich Steimann übernommen, welcher dieses neuste Berliner Kino ins Leben gerufen hat.“ (aus: Der Kinematograph 172, 1910) |
| Arkona Filmtheater (Delta-Lichtspiele) (Lage)                                                | Wolliner Straße 18/19                                 | 1929–2000          | Errichtet wurden die Arkonahöfe Ende des 19. Jahrhunderts als Weißbierbrauerei. Das Kino Delta zeigte hier von 1929 bis zum Januar 1961 Filme. In den 1990er Jahren wurde 1994 wieder ein Kino – zuerst unter dem Namen Delta, dann im letzten Jahr ab 1999 als Arkona-Kino – eröffnet. Im Jahr 2000 stellte es seinen Betrieb ein. Die DEFA hatte das 1961 geschlossene Delta-Filmtheater zur internen Vorführung eingekaufter ausländischer Filme genutzt. Der große Saal diente dem Fernsehballett in den 1960er Jahren auch als Trainingsstätte. Das ehemalige Kino wurde 2008 noch als Gastronomie genutzt. Die Arkonahöfe selbst wurden mittlerweile zum A Space, einer Loft-Wohnanlage, umgebaut. Das ehemalige Kino bzw. dessen Foyer dient nun als Showroom der Vermittlung der Räume. |
| Astra-Lichtspiele (Lage)                                                                     | Chausseestraße 16                                     | 1919–1963          | Im Hinterhaus des wilhelminischen Wohn- und Geschäftshauses Chausseestraße 16 befand sich von 1919 bis 1961 das zu seiner Zeit bekannte Kino Astra mit 500 Plätzen. Von der Eröffnung bis 1927 war das Kino im Besitz von Margarethe Schulz und Procza (ab 1924 Margarete Schulz und Helene Rieder), deren Geschäfte Hans Wulfert führte. Gespielt wurde täglich im Kinosaal mit 450 Plätzen. 1928 übernahmen Marie Henriette und Hans Fory (letzterer auch als Geschäftsführer) das Astra mit 500 Plätzen und richteten Kinomusik ein (Kap: 5 M). 1931 erfolgte eine Änderung der Inhaber, die mit Fohry & Palkowsky, Geschäftsführer Henriette Fohry im Kino-Adressbuch stehen und für 1932 Erich Huerthle mit Geschäftsführer Herbert Jentsch. 1933 wurde Tonfilm-Technik eingebaut, und die Astra-Lichtspiele gingen an die Admiralskino GmbH, die wiederum 1937 an Engelkamp, Schmidt und Richter übergab. Das Gebäude blieb im Krieg unzerstört, und der Spielbetrieb wurde in den Nachkriegsjahren durchgehend fortgesetzt. Um 1960 wurde es schließlich vom VEB Berliner Filmtheater geführt. Das Kino wurde im Januar 1963 geschlossen. |
| Astrada (Lage)                                                                               | Leipziger Straße 60                                   | 1992–1995          | Von 1992 bis 1995 finden sich im Programmteil des Neuen Deutschland Termine für Filmvorführungen in einem Astrada genannten Kino. Es befand sich im ehemaligen Haus der Tschechoslowakischen Kultur, das 1978 errichtet wurde. Anfangs gab es in diesem Kulturzentrum eine Bibliothek und einen Kinosaal. Seit den späten 1990er Jahren wird es als Club ProjektKinoOst für Ausstellungen, Lesungen, Filmvorführungen, Konzerte und Partys genutzt. |
| Babylon (Lage)                                                                               | Rosa-Luxemburg-Straße 30                              | 1929 bis heute     | Das Babylon wurde 1928/1929 nach Plänen des Architekten Hans Poelzig erbaut und am 11. April 1929 als Stummfilmkino Babylon Kinovariete am Bülowplatz mit dem Film Fräulein Else eröffnet. Noch im Eröffnungsjahr wurde auf Tonfilm umgestellt. 1948 wurde das Haus nach Plänen des Architekten Hans Rey stark umgebaut und am 4. Mai 1948 unter der Leitung der Sovexportfilm-Vertretung als Uraufführungstheater mit dem sowjetischen Film Erziehung der Gefühle wiedereröffnet. Bis 1949 liefen fast nur sowjetische Filme der Sovexport Gesellschaft, danach wurden zunehmend deutsche DEFA-Filme gezeigt. 1955 wurde das Kino in Volkseigentum überführt und von den VEB Berliner Filmtheatern betrieben. Mit Eröffnung des Kosmos (1962) und des International (1963) verlor das Babylon seine Bedeutung als Premierentheater, diente nur noch als Spartenkino. Am 4. Januar 1990 musste das Kino aufgrund einer defekten Heizungsanlage geschlossen werden. Daraufhin gab es eine Demonstration, weil befürchtet wurde, dass die Schließung für immer sein könnte. Die Heizung wurde repariert und bald darauf liefen wieder Filme. Bis 1992 bestand ein großer Anteil der gezeigten Filme aus DEFA-Produktionen und Filmkunst. Nachdem im September 1993 die Bauaufsicht den Saal sperren ließ, da ein Stützbalken im Saaldach zu brechen drohte, wurde es bis 2001 aufwendig saniert, unter anderem wurden wieder der ursprüngliche Orchestergraben hergestellt und die sanierte Kinoorgel eingebaut. Aus dem ehemaligen Studioraum entstand ergänzend ein weiterer Vorführraum. In dieser Zeit fanden im Foyer Filmvorführungen mit 70 Sitzplätzen statt. Im Jahr 2006 folgte der dritte Saal. Das Haus steht unter Denkmalschutz. Das Babylon wird als Programmkino geführt. |
| Balázs (Lage)                                                                                | Karl-Liebknecht-Straße 9                              | 1993–2007          | Das Haus war nach Béla Balázs benannt, dem ungarischen Filmkritiker, Ästhetiker, Schriftsteller und Dichter, der von 1926 bis 1932 in Berlin lebte. Das seit 1991 als Haus Ungarn betriebene Kulturzentrum entstand 1973 als Haus der Ungarischen Kultur. Es verfügte von Anfang an über einen Kinosaal. 1993 gründete Timothy Grossmann mit Tobias Hackel den Balázs e. V., um das Kino als Programmkino zu betreiben. Im Dezember 2007 wurde das Filmtheater geschlossen, das ungarische Kulturzentrum zog im Dezember 2007 in die Dorotheenstraße. Danach diente das Haus Ungarn als Veranstaltungsort und 2011 noch einmal kurzzeitig als Kino des Campingplatzkinos. Die Sessel im ehemaligen Kinosaal wurden mittlerweile ausgebaut, sodass ein großer Raum mit Bühne entstand. Der Boden besteht aus Parkett in Fischgrätenmuster, die Wände sind mit Holzpaneelen verkleidet. Dadurch wird eine besondere Akustik versprochen. |
| Berolina-Lichtspiele                                                                         | Karl-Marx-Allee 49 (Lage)                             | 1911–1921          | Das Kino befand sich im Eckhaus Große Frankfurter Straße 55 (zur Wassmannstraße 21). Nach der Zerstörung des Gebäudes im Krieg wurde das Grundstück (1949 bis 1961: Stalinallee) neu gestaltet, auf seiner Lage befindet sich nun Straßenland vor dem Wohnblock Karl-Marx-Allee 47/51. Im Kinoadressbuch ist als Gründung der Berolina-Lichtspiele mit 266 Plätzen das Jahr 1911 angegeben. Nach der Eröffnung durch die Filmunternehmer Engelke und Busch, wechselten die Inhaber des Kinos: B. Bröschhold (Große Frankfurter Straße 70), 1912: Albert Wolf, 1916: Th. Obersky, 1918: Bertha Wolf. Nach dem Ersten Weltkrieg hatte (1920/1921) S. Marcus mit W. Radowskials Geschäftsführer (Pächter oder Vorführer) die Berolina-Lichtspiele übernommen. Das Haus stand dabei unter Zwangsverwaltung, das führte (wohl auch) zum Ende des Kinobetriebs im Jahr 1921. 1930 befand sich dort die Kaufhaus des Ostens (Kadeo) GmbH. „Berolina nennt sich das Filmtheater, das am 3. des Monats von den Herren Engelke und Busch gegründet wurde. Ein gefälliges Entrée, bequeme breite Treppen führen zu dem geräumigen Saal, der 300 Personen fasst. Zahlreiche Blumenspenden trafen zur Einweihung ein, ein Ernemann-Apparat führte das von Engelke & Co. zusammengestellte Programm tadellos vor. Es ist anerkennenswert, daß man auch in dieser Gegend Berlins dem Kino solche Stätten errichtet und den Besuchern gut gewählte Bilder darbietet.“ () |
| Bio-Lichtspiele City-Lichtspiele Stadt-Theater (Lage)                                        | Hackescher Markt 2/3                                  | 1908–1945          | Das Kino bestand von 1911 bis um 1943 auf dem Grundstück einer ehemaligen Gummiwarenfabrik. Das Gebäude auf dem Grundstück an der Nordwestecke des Hackeschen Markts zur Oranienburger Straße bestanden neben den Lichtspielen weitere Gewerbe. Das Kino wurde 1912–1917 von der City-Theater Die Welt im Licht GmbH geführt. Das Kino-Adressbuch nennt 1917 für das Stadt-Theater Die Welt im Licht Paul Lange und Friedrich Voss als Inhaber, des Kinos mit 300 Plätzen, bei einem Preis von 0,29 bis 1,00 RM wird täglich gespielt und zweimal da Programm gewechselt. 1918 übernahm Victor Hermann das Stadt-Theater (ohne Zusatz) und 1920 waren Arthur Baumann & Bernhard Arndt Inhaber (Direktor: Leonhard Arndt), sie geben das Gründungsjahr mit 1908 an. 1924 folgte der Name City-Lichtspiele durch die B-Es-P. Film- und Bühnenschau GmbH, Leopold Ehrlich gab 310 Plätze für die Hackescher Markt Lichtspiele und 1925 gab er im Kino-Adressbuch wieder City-Lichtspiele an. Es folgten weitere Inhaberwechsel: 1928 City-Lichtspiele (354 Plätze): Heinrich Ebbmeyer; 1929 am City-Theater, 310 Plätze, ist Walter Vogel Inhaber. 1930 ließ Dipl.-Ing. Alfred Lampl die Bio-Lichtspiele mit Kinomusik (Kap: 4 M, 1931 Kap: 3 M) ausrüsten oder gab dies für die Ausstattung an und 1931 mit Geschäftsführer Samuel Faust 350 Plätze. 1932 wurde Franz Wieninger Besitzer, die Geschäfte führte Gottfried Rheinen (siehe auch Imperial). Er richtete für Tonfilm mit Klangfilm-Technik mit 351 Plätzen ein und nannte 1912 als Gründungsjahr, bis zur Zerstörung des Gebäudes besaß er die Bio-Lichtspiele. Nach der Zerstörung im Zweiten Weltkrieg wurde das Grundstück neben den Hackeschen Höfen bis 1998 nicht bebaut. 1998 begann der Bau eines modernen Geschäftshauses, der im Jahr 2000 fertiggestellt wurde. |
| Bio-Lichtspiele Pracht-Lichtspiele (Lage)                                                    | Ackerstraße 28                                        | 1910–1943          | Das Saalkino wurde vermutlich im Saal einer Gastwirtschaft eingerichtet und trug anfangs den Namen Pracht-Lichtspiele. Das Gebäude befand sich an der Ecke zur Invalidenstraße 5 (R. Langes Restaurant und Festsäle an der Invalidenstraße 5, Restaurant und Marmorsaal) am Pappelplatz. 1917 ist N. Sempftleben Besitzer des 250-Pätze-Kinos. Im Berliner Adressbuch ist für das Kino Omeczynski genannt. Frau Elsbeth Müller übernahm es 1920 und bespielte es täglich. 1924 übernahmen Walter Motz und Luise Sommer geb. Meschke, unter gleicher Firma wurde 1927 I. Pirwitz Besitzer. Als Thea Bauer 1928 die Pracht-Lichtspiele übernimmt nannte sie für die 258 Plätze 1910 als Gründungsjahr. Berka Juris benennt 1929 in Bio-Lichtspiele und rüstet 1932 für Tonfilm-Vorführung mit Technik von Kinoton um. 1934 wurde Rudolf Schneider Besitzer und führte das Kino bis zur Zerstörung im Krieg, sodass der Betrieb eingestellt wurde. In unmittelbarer Nähe gab es das frühere Schulgebäude der 67. und 13. Gemeindeschule, bis 2007 Hemingway-Oberschule. Nach Abriss dieser Bauwerke wurde 2006 wegen der Asbestbelastung eine Grünanlage angelegt, die nach Diskussionen um das Filetgrundstück um 2014 zur Baustelle in drei Losen wurde. |
| Biograph-Theater (Lage)                                                                      | Münzstraße 11b                                        | 1906–1943          | Die Adresse des Kinos war bis 1933 Münzstraße 8. Durch die Umstellung von Hufeisen- auf wechselseitige Nummerierung erhielt das Grundstück an der Straßensüdseite die neue Nummer 9. Bei der Bombardierung wird der Kinosaal zerstört und der Kinobetrieb ist damit 1943 nicht mehr möglich. Die Ruinen wurden enttrümmert und die Fläche liegt brach und wird als Lagerplatz genutzt. Sie wurde mit Wohnhäusern in Plattenbauweise bebaut und das Kinogrundstück liegt inzwischen auf der Parzelle 11b. „Berlin. K. Rudolph, Dirksenstr. 46, eröffnet Mitte Sept. 09 in der Münzstr. 8 ein Biograph-Theater.“ Hermann Rudolph (aus der Münzstraße 1) führt das Theater bis vor 1920. 1920 ist als der Besitzer des Biograph-Theaters auf Deckert & Zoch (Hermann Zoch aus der Jagowstraße 44, 1921: Palisadenstraße 86) wechselt. Er trägt im Kino-Adressbuch 1906 für das täglich bespielte Kino mit 135 Plätzen ein. Geschäftsführer ist Karl Schurig (N 37, Choriner Straße 43). 1924 wird das Kino vom Besitzer C. Sedlak mit Programmwechseln am Dienstag und Freitag eingetragen und 1925 ist Erna Sedlak, gefolgt von A. Berger Inhaber, 1928 geht das Kino an Rubin Berger (Prinz-Regentenstraße 5, 1931: Berlin-Charlottenburg, Knesebeckstraße 70/71) über. Nachdem zunächst eine Kinoorgel (Kap: 2 M) eingebaut ist, wird es 1932 auf Tonfilmtechnik umgestellt und erhält 144 Plätze und M. Berger (Wilmersdorf, Prinzregentenstraße 5, 1934: Wilmersdorf, Trautenaustraße 9) wird Inhaber. Im Kino-Adressbuch 1935 ist allerdings Biograph (Stummkino), Münzstraße eingetragen. Letztlich ist ab 1937 als Kinobesitzer Heinz Kolusberg (Berlin SO 36, Schlesische Straße 39/40, ab 1940: Frohnau, Kastanienallee 11) mit Geschäftsführer Oswald Wagner eingetragen. 1941 ist im Kino-Adressbuch Biograph-Theater (Tages-Lichtspiele) aufgenommen, bevor das Kino wegen der Kriegseinwirkung 1943 schließen muss. |
| Biophon-Theater-Lichtspiele (BTL) (Lage)                                                     | Alexanderstraße 40 (jetzt 11)                         | 1906–1943          | Seit 1879 bestand ein Theater im Hof des Hauses Alexanderstraße 40, mit wechselnden Namen, darunter Alexanderplatz-Theater. 1905 wurde das Haus abgerissen und neu gebaut. Seit 1905/06 gab es dort auch das Biophon Theater von Wilhelm Hulke als Kino. Daneben gab es weiter parallel Theateraufführungen eines Varietétheaters. Ab 1912 wurden nur noch Filmvorführungen gezeigt. Die kinematographischen Vorstellungen wurden im Biophon-Theater-Lichtspiele (B.T.L.) mit 250 Plätzen gegeben. Inhaber ist die W. Hulke & Co. von Wilhelm Hulke und Arnold Isenheim, die Geschäfte führt Hermann Brandt, 1924 ist Frau Minna Hulke mit Arnold Isenheim und Hermann Brandt Kinobesitzer. Gespielt wird täglich mit zwei Programmwechseln je Woche. 1927 ist als Besitzer zwar die National-Film-Theater GmbH genannt, im weiteren jedoch wieder W. Hulke & Co. mit Hermann Brandt als Geschäftsführer und ab 1930 Isenheim & Brandt. Diese bauen 1930 die Klangfilm-Technik für Tonfilmvorführungen ein, 188 Plätze. 1934 sind schließlich Brandt & Deutsch Kinobesitzer bis etwa 1944. Bei der Umstellung der Grundstücksnummerierung 1934 wurde das Haus zur Alexanderstraße 1. Zwischen 1961 und 1964 wurde darauf die Kongresshalle errichtet, wobei die Fluchtlinien geändert wurden, der Straßenlauf liegt seither nach Nordost verschoben. Das Kino stand ungefähr an der Westecke der Kongresshalle, deren Vorplatz und der Straße. |
| Biophon Varieté (Theatre de Paris) (Lage)                                                    | Friedrichstraße 179                                   | 1909–1914          | Das 1909 eröffnete Kinematographentheater bestand bis 1914, dann schloss es. Vielleicht lag es an der Eröffnung des Union-Theaters, das direkt gegenüber lag. Die benachbarte Kaiserkeller AG (Friedrichstraße 176–178) kaufte 1915 das Haus zur Erweiterung. „Berlin. Ein neues weltstädtisches Unternehmen hat in der Friedrichstrasse Ecke Taubenstrasse in den letzten Wochen seine Pforten geöffnet. Eine Gesellschaft, welche beabsichtigt, auch in anderen bedeutenden Städten des In- und Auslandes kinematographische Unternehmungen mit grossem Kapital in die Wege zu leiten, hat hier an einer Stelle, wo man den Mietspreis der Räume sehr gut nach Quadratzentimeter berechnen kann, unter der Firma ‚Biophon-Varieté‘ ein eigenartiges kinematographisches Theater erstehen lassen. Wie wir uns durch Augenschein selbst überzeugten, ist das Arrangement trotz des verhältnismässig ungünstigen Raumes ein glückliches zu nennen und war die Auswahl der Bilder eine gute. Der Besuch ist durchaus befriedigend und unterhielt sich das Publikum, wie der Augenschein lehrte, sehr gut. Besonders eins wird unsere Leser interessieren und das ist die vorzügliche Leistung des Vorführungsapparates. Wie wir hören, handelt es sich hier um eine vollständig neue Konstruktion eines bekannten Kinematographen-Konstrukteurs und soll dieser Apparat, welcher hier zum ersten Male in einem Kinematographentheater praktische Verwendung findet, gegenüber allen bekannten Konstruktionen wesentliche Vorteile bieten. Die Transportvorrichtung soll auf ganz neuen Prinzipien beruhen, sodass ein kurzer Bildzug und damit die grösste Lichtausnutzung, sowie ein absolutes Stehen der Bilder gewährleistet ist. Wir hoffen, über diese eigenartige Kinematographenkonstruktion, welche auch zum Patent angemeldet sein soll, demnächst unseren Lesern Näheres mitteilen zu können.“ (aus: Der Kinematograph 139, 1909) |
| Bioskop-Theater (Lage)                                                                       | Rosenthaler Straße 54                                 | 1904–1921          | Der Gemüsehändler Julius Rolgus war mit seinem Stand bis 1907 in der Zentralmarkthalle vertreten. Für seine Räumlichkeiten in der Rosenthaler Straße 54 erwarb er 1908 einen Kinematographen. Ab 1916 war F. Natus als Kinobesitzer in den Berliner Adressbüchern zu finden, bis 1921 für ein Jahr H. Baumgarten das Kino übernahm. Danach gab es anscheinend kein Kino mehr in diesem Haus, wohl aber eine Gastwirtschaft. Das Haus befand sich an der Gabelung Gormannstraße, es existiert jedoch nicht mehr. |
| Börse (Progress Studiokino) (Lage)                                                           | Burgstraße 27                                         | 1992–2003          | 1992 eröffnete der Progress Film-Verleih in seinen Räumen in der Burgstraße 27 das Börse-Studiokino, das die DEFA-Stiftung später fortführte. Zuvor befand sich dort ein Vorführraum zur Sichtung von Filmen. Als das Haus 2003 verkauft wurde, schloss auch das Kino. Das Gebäude steht unter Denkmalschutz und beherbergt das Polnische Kulturinstitut sowie eine Buchhandlung. Das Programm setzte sich vor allem aus Filmen zusammen, die im eigenen Verleih waren: Produktionen der ostdeutschen Filmgesellschaft DEFA zwischen 1946 und 1992 sowie osteuropäische Arbeiten. Daneben wurden auch aktuelle europäische Filme gezeigt. |
| Capitol Uhu-Lichtspiele Emka-Palast (Lage)                                                   | Neue Schönhauser Straße 13                            | 1926–1961          | Ursprünglich gehörte das nach Plänen von Alfred Messel 1890/1891 gebaute Haus Neue Schönhauser Straße 13 der gemeinnützigen Volks-Kaffee- und Speisehallen-Gesellschaft. Nach dem Ersten Weltkrieg befand sich im Volkskaffeehaus ein Lokal, und ab 1926 wurde das Kino von Fritz Kärger als Uhu-Lichtspiele eröffnet. Es hatte 296 Plätze und ist ab 1929 noch mit 250 eingetragen, die Filmvorführungen erfolgten täglich. 1929 übernahm Peter Paul Lebek (Gf: Max Kadisch) die Lichtspiele und änderte den Namen in Emka-Palast. Nach weiteren zwei Jahren wurde Joseph Wlodarczyk der Inhaber, dessen Geschäfte R. Kozicka führte. Der neue Name ist Capitol-Lichtspiele, war mit einer Kinoorgel (1931: Kap – 2 M, ab 1932: Kap – 3 M) ausgestattet, die Anzahl der (eingetragenen) Plätze sank auf 200. Vor 1937 hatte Gertrud Kozicka das Capitol übernommen, das täglich bespielt wurde und nunmehr noch 185 Plätze hatte. Das Haus überstand die Ereignisse des Zweiten Weltkriegs unbeschadet, und das Kino wurde durch Gertrud Kozicka privat weiterhin betrieben. Sie besaß zudem das Zentrum an der Ecke Münzstraße, so ist schon 1946 Zentrum- und Capitol-Lichtspiele im Kino-Adressbuch angegeben. Allerdings werden beide getrennt aufgeführt. Ab 1955 wurde als Firma Zentrum-Capitol Lichtspiele eingetragen mit der Adresse C 2, Neue Schönhauser Str. 13, ab 1960 lautet die Adresse C 2, Münzstraße 21–23 (Neue Schönhauser Straße 13) Im August 1961 wird der Kinobetrieb eingestellt und der Saal danach als Lagerraum genutzt. Das Haus war 1990 besetzt und wurde danach privatisiert. Es wurde zunächst ein Lokal in der ehemaligen Speisehalle eingerichtet und das Haus 1997 restauriert, mittlerweile befindet sich hier ein Ladengeschäft. Das Wohn- und Geschäftshaus von 1890/1891 steht unter Denkmalschutz. Gertrud Kozicka betrieb nach der Schließung des Kinos ab 1963 für noch einige Jahre ein Hundesporthaus in der Joachimsthaler Straße in Charlottenburg-Wilmersdorf. |
| Central (Lage)                                                                               | Rosenthaler Straße 39                                 | 1996 bis heute     | Das Central-Kino am Hackeschen Markt existiert seit 1996. Es hat sich in Berlin als ein interessantes Programmkino etabliert, das neben einem zumeist guten Angebot an Erstaufführungen auch immer wieder mit filmischen Besonderheiten und Programmüberraschungen aufwartet. Es befindet sich im zweiten Hof der Hackeschen Höfe mit Eingang von der Rosenthaler Straße. Filmvorführungen finden einmal wöchentlich am Montag statt. Es existieren zwei Säle mit je einer Leinwand von 3,00 m × 5,80 m und Ton in Dolby Digital 5.1, Projektionen sind in Digital und 35 mm analog möglich. Saal 1 hat 89 Sitzplätze in 10 Reihen und Saal 2 63 Sitzplätze in neun Reihen. Saal 2 wurde nach der Eröffnung 1996 innerhalb von 13 Jahren zweimal komplett umgebaut, ursprünglich gab es 75 Kinoklappsessel in blau mit Kunstlederbezug, harten Armlehnen und Metallverkleidung. Während der Sommermonate gibt es Openair Kino im dritten Hinterhof des Hauses Schwarzenberg. |
| Checkpoint (Lage)                                                                            | Leipziger Straße 55                                   | 1994–2003          | Das Kulturzentrum Checkpoint am Spittelmarkt befand sich im Erdgeschoss des Wohnhauses in der Leipziger Straße 55 und wurde Anfang der 1990er Jahre vom Kulturamt Mitte betrieben und um 1998 an den Verein 'Stattkino Berlin e. V.' vermietet, der das Kino bis zur Schließung betrieb. Das Kino taucht 1995 das erste Mal im Kino-Adressbuch auf (Kino-Adressbuch von 1994 ist nicht vorhanden). Der Schwerpunkt lag bei Theater und Tanz, daneben wurde auch ein Kino betrieben. Seit 2008 ist das Haus Teil des Vietnamesischen Zentrums Viethaus AG. Der Saal mit 44 Plätzen soll von 1994 bis zum 15. November 2003 als Kino gedient haben. |
| City-Lichtspiele Kurbelkasten Fata Morgana Lichtspiele (Lage)                                | Friedrichstraße 203 /Ecke Schützenstraße 78           | 1929–1945          | Auf dem 25 m × 27 m großen Grundstück Friedrichstraße Ecke Schützenstraße bestand 1928 ein Gebäude mit Innenhof der Rohrbach Metall Flugzeugbau G.m.b.H. mit neun Nutzern und Bewohnern, darunter eine Weinstube 1929 wurde ein Kino eingebaut, unter dem Namen Fata Morgana Lichtspiele gehörte es mit 200 Plätzen der Filmtheater Betriebs-Gmb wobei der Name mit dem Lichtspieltheater in der Friedrichstraße 150 gleich war. Während im Kino-Adressbuch ein Eintrag für das Jahr 1932 fehlt, nahm Rudolf Wehler 1933 unter der Firmierung Die gute Tonfilmstube, der Kurbelkasten – 1934: Der Kurbelkasten (Die gute Tonfilmstube) – den Kinobetrieb wieder auf. Im Lichtspieltheater gab es auf 150 Plätzen tägliche Vorstellungen, neu eingebaut wurde neben einer Anlage für mechanische Musik auch eine Anlage von Lichtton für Tonfilm-Vorführung. 1937 benannte Findert die Einrichtung in City-Lichtspiele, Berlin SW 68, Friedrichstr. 203. Er betrieb es bis zur Zerstörung des Gebäudes durch Kriegseinflüsse. Nach der Beräumung verblieb an der Ecke zur Mauerstraße (nahe der Grenze zu Kreuzberg: russischer und US-amerikanischer Sektor) eine Brachfläche, die nahe am Checkpoint Charlie lag und so beim Mauerbau in die Grenzübergangsstelle der DDR aufging. 1951 eröffnete auf Kreuzberger Seite Karl Gratz in der Friedrichstraße 209 ein Kino mit dem Namen City-Lichtspiele und 249 Plätzen (42 Vorstellungen an sieben Wochentagen). |
| Corso-Lichtspiele (Lumina-Palast, Maikäfer-Lichtspiele) (Lage)                               | Chausseestraße 59                                     | 1918–1943          | Das Kino existierte mit Unterbrechung von 1918 bis 1943. Der Name Maikäfer-Lichtspiele richtete sich wahrscheinlich nach der gegenüber gelegenen Maikäferkaserne. Das Grundstück Chausseestraße 59 reichte in einer Breite von 40 m von der Straßenfront bis an den Friedhof der Domgemeinde und wurde in der Straßenfront erst nach 1910 bebaut. Auf dem Hof befanden sich die Büromöbelfabrik von Georg Fisch und weitere Gewerbebetriebe. Richard Sturm & Max Schob sind im Kino-Adressbuch 1920 und 1921 als Inhaber der Maikäfer-Lichtspiele mit 200 Plätzen genannt. Das Gründungsjahr ist 1918 und gespielt wurde täglich. 1924 übernahm Albert Otto mit 267 Sitzplätzen die Lumina-Lichtspiele, danach übernahmen Henry Oebels (1928) und Berthold Cohn (1929) den Lumina-Palast (222 Plätze) mit täglichem Spielbetrieb. Einträge im Kino-Verzeichnis für die Jahre 1930 bis 1934 fehlen. Für die Corso-Lichtspiele sind ab 1937 M. Schneider und L. Schreiber die Inhaber und ab 1938 führt Arthur Bachmann das Kino. Bei den Luftangriffen wurden die hinter den Häusern der Wöhlertstraße stehenden Gebäude total zerstört. Der Kinobetrieb musste durch diese Kriegsereignisse aufgegeben werden. 1950 befand sich hier noch die Boldt & Lieske Automobilgesellschaft. Das Grundstück wurde nach 1945 nach der Ruineberäumung nicht wieder bebaut. Es lag bis 1990 mitten im Grenzstreifen an der Berliner Mauer und gehörte ab 1963 zum Grenzübergang Chausseestraße (von Wöhlert- bis Liesenstraße). Nach 1990 blieb das Grundstück im vorherigen Mauerstreifen zunächst brach und wurde schließlich nach 2015 bebaut. |
| Cubix (Lage)                                                                                 | Rathausstraße 1                                       | 2001 bis heute     | Als letzter Neubau der UFA-Gruppe wurde das Kino am 11. Oktober 2001 unter dem Namen CUBIX UFA-Palast Alexanderplatz eröffnet. Für diesen Kinobau musste die an gleicher Stelle stehende Mehrzweckgaststätte Alextreff abgerissen werden. Im Jahr 2003 übernahm Cinestar das Multiplex. Wie bei drei weiteren Berliner UFA-Multiplexen wurde am 1. Januar 2005 das historische Firmenkürzel aus dem Namen entfernt, da Cinestar (die die meisten UFA Kinos Deutschlands nach der Insolvenz übernommen hatte) die Lizenzrechte an dem Namen an die RTL-Group zurückgegeben hatte. Der Bau entstand nach einem Entwurf des Architekten Sergei Tchoban. |
| Deutsch-Amerikanisches Theater (Lage)                                                        | Köpenicker Straße 68                                  | 1919 und 1924–1941 | 1901 ließ Ernst von Wolzogen ein ehemaliges Varietétheater im Hof der Köpenicker Straße 68 zum Bunten Theater für sein Kabarett Überbrettl durch August Endell umbauen. 1905 wurde daraus das Deutsch-amerikanische Theater. Ab 1908 gab es weitere Theaternamen, darunter die Neue freie Volksbühne. 1919 gab es erstmals kurzzeitig die Richard-Oswald-Lichtspiele von Ernst Kraft, dann wieder Theateraufführungen. 1924 eröffnete das Deutsch-Amerikanische Theater als Lichtspiele. 1929 erfolgte ein Umbau. Mindeste bis 1941 wurden die Filmvorführungen fortgesetzt. 1945 wurde das Gebäude zerstört und 1960 das Kraftwerk Berlin an der Stelle errichtet, das nun auch als Kulturstätte genutzt wird. |
| Dönhoff-Lichtspiele (Lage)                                                                   | Leipziger Straße 55                                   | 1917–1920          | Die Dönhoff-Lichtspiele befanden sich im Nachfolgebau des Palais Hardenberg neben dem Reichshallen-Theater gegenüber vom damaligen Dönhoffplatz. 1917 sind im Kino-Adressbuch in der Leipziger Straße 76 die Lichtspiele Dönhoffplatz aufgeführt. 1918 als Dönhoffplatz-Lichtspiele war Kurt Schumann Inhaber des Kinos mit 420 Plätzen, das täglich bespielt wurde. Es gibt noch die Eintragung für 1920 mit Hedwig Schmöle, geb. Starke, als Inhaberin. Das Grundstück Leipzigerstraße 75–76 mit einer Straßenfront von 75 m reichte mit mehreren Innenhöfen 100 in die Tiefe. Diese Gebäude wurden 1943 bei Luftangriffen stark zerstört und blieben nach der Ruinenberäumung wurde die Fläche an der Nordseite vom Spittelmarkt bis Jerusalemer Straße zur Brache, zumal durch den Mauerbau im Jahr 1961 die innerstädtische Bedeutung zur Sackgasse geriet. Mit dem Ausbau an der Leipziger Straße ab 1969 wurde die Straße von 20 m auf 60 m verbreitert, die mehrgeschossigen Neubau-Wohnhäuser wurden neu nummeriert. Vor diesen wurde ein breiter Gehweg mit einem Baumstreifen davor gelegt. Somit befindet sich der ehemalige Kinostandort auf jetzigem Straßenland vor Haus 55. |
| Dokument-Kino (Lage)                                                                         | Rungestraße 20                                        | 2003–2006          | Das Dokument-Kino befand sich von 2003 bis 2006 in der Rungestraße 20 (Nähe Bahnhof Jannowitzbrücke) und zeigte Donnerstag bis Montag um 18 Uhr, 20 Uhr und 22 Uhr Dokumentarfilme. Der Filmprojektor steht jetzt im Babylon Mitte. Der Kinosaal verfügte über 99 Sitzplätze. |
| Edison-Theater (Lage)                                                                        | Friedrichstraße 85                                    | 1896–1896          | Im September 1896 wurde das erste Berliner Kinotheater eröffnet. Es befand sich in einem Raum des Restaurants Wilhelmshallen, Unter den Linden 21. Kurz danach öffnete in der Friedrichstraße 85 ein zweites Berliner Kino unter dem Namen Edison-Theater im Gebäude neben dem Café Bauer in der Friedrichstraße 85. Neben Filmen über aktuelle Ereignisse, wie die Kaiser-Flottenparade von Helgoland, gab es kurze, wenn auch reichlich primitive Spielfilme zu sehen. Kassenmagnet wurde Der Raubmord am Spandauer Schiffahrtskanal bei Berlin oder Überfall eines Bierkutschers auf einsamer Landstraße. Der anfängliche Zustrom des Publikums flaute bald wieder ab. Im Dezember 1896 wurde das Edison-Theater wieder geschlossen. |
| Elite-Lichtspiele (Lage)                                                                     | Brunnenstraße 181                                     | 1909–1960          | Die Elite-Lichtspiele befanden sich von 1907 bis 1960 in der Brunnenstraße 181, dem 1909 nach Plänen von Richard Bloos fertig gestellten Brunnenhof. Neben Ladenlokalen im Erdgeschoss wurde im Brunnenhof eines der modernsten Kinos der Zeit eingerichtet. Im Brunnenhof hatte sich 1928 auch eine Zweigstelle der Stadtbibliothek eingerichtet. Das Gebäude ist ein gelistetes Baudenkmal. Im April 1960 wurde das Kino geschlossen. |
| Empire-Theater (Lage)                                                                        | Friedrichstraße 185                                   | 1910–?             | „Empire-Theater lautet die Firma eines vornehmen Lichtbildtheaters in der Friedrichstrasse 185, um das Berlin bereichert wurde. Das Theaterchen macht mit seiner künstlerischen und eleganten Ausstattung einen recht anheimelnden Eindruck. Die gestrige Eröffnungsvorstellung, für die ein interessantes Programm aus allen Gebieten der modernen Kinematographie zusammengestellt war, fand vor geladenem Publikum statt, Die vorgeführten Bilder waren äusserst reizvoll und zeugten von dem guten Geschmack der Veranstalter. Das Empire-Theater dürfte sich bald, auch schon vermöge seiner Lage in der lebhaftesten Verkehrsgegend, in weitesten Kreisen grosser Beliebtheit erfreuen.“ (aus: Der Kinematograph 193, 1910) |
| Fata Morgana Lichtspiele (Lage)                                                              | Friedrichstraße 150                                   | 1908–1942          | Im Eckhaus Friedrichstraße 150 zur Dorotheenstraße (ein Eckgrundstück von 22 m × 22 m) befanden sich Hotel und Restaurant Rheinischer Hof von Julius Schmidt. 1908 (nach den Angaben im Kinoadressbuch) wurde ein Kinematograph aufgebaut und kinematographische Vorstellungen gegeben. Richard Ruffert ist 1911 als Gastwirt in der Neuen Roßstraße 2pt. genannt und 1912 mit dem Kinematographen-Theater in der Friedrichstraße 150. Im Kinoadressbuch ist 1917/1918 der Kinoname Fata-Morgana im Besitz von Ruffert (wohnhaft im Eckhaus – Dorotheenstraße 72) aufgenommen mit 321 Plätzen, zu diesem Zeitpunkt bestehen Hotel und Restaurant Rheinischer Hof nicht mehr. Übernommen werden die Fata-Morgana-Lichtspiele von Marie Becker, angegeben ist das Kino mit 140 (ab 1924: 137) Plätzen, es wird täglich bespielt, als Gründungsjahr der Spielstätte ist 1908 eingetragen. Frau Becker bleibt Inhaber bis 1925. Danach ging der Besitz an die Film-Theater AG eingetragen und es finden Vorführungen jeden dritten Tag und 1928 wieder täglich statt. 1929 übernimmt die Film-Theater AG eine weitere Spielstätte im Neubau der Friedrichstraße 203 an der Schützenstraße, ebenfalls unter dem Namen Fata Morgana Lichtspiele. Die Film-Theater Betriebs-GmbH ist bis 1932 Inhaber der Spielstätten Friedrichstraße 150 (Geschäftsführer: Heinrich Langer) und 203, danach betreiben Margarete und Heinz Langer die Spielstätte wechselseitig als Tageskino bis zur Einstellung wegen der Luftangriffe. Zur technischen Ausrüstung ist für etwa 130 Plätze für 1932 eine Drei-Mann-Kapelle, 1933 mechanische Musik eingetragen, wobei set diesem Jahr der Tonfilm mit Ausrüstung von Kinoton ermöglicht wurde. Das Gebäude wurde im Zweiten Weltkrieg wie das gesamte Karree zerstört. Auf der gesamten Grundstücksfläche wurde in den 1980er Jahren schließlich ein Hotel- und Geschäftshauskomplex errichtet. |
| Felix im Haus der Kultur der Sowjetunion (Lage)                                              | Am Festungsgraben 1                                   | 1947–1993          | Das Haus der Kultur der Sowjetunion wurde 1947 im ehemaligen Palais Donner eröffnet. Es war bis 1990 zentrales Haus der Gesellschaft für Deutsch-Sowjetische Freundschaft. Der Progress Filmverleih betrieb dort unter dem Namen Felix vom 6. Oktober 1990 bis mindestens 1993 sein Clubkino. Häufig wurden Spielfilme aus der Sowjetunion gezeigt, ohne Synchronisation und ohne Untertitel. |
| Filmtheater Berlin (Casino-Lichtspiele) (Lage)                                               | Brunnenstraße 154                                     | 1926–1966          | In der Brunnenstraße 154 befand sich ursprünglich das Concordia Varieté Theater. Das 1926 dort eröffnete Casino war zwar eines von rund 30 Kinos in der näheren Umgebung der Brunnenstraße. Es bestand als Kino, zuletzt unter dem Namen Filmtheater Berlin, bis zum Januar 1966. Nach der Schließung des Kinos wurde es um 1970 zum Plattenstudio umgebaut, der Saal wurde zum 200 m² großen Aufnahmeraum für künftige Amiga-Schallplatten. Nach der politischen Wende zogen vorübergehend TV-Produktionsfirmen ein und dann wurde daraus ein Club unter wechselnden Namen. Das Kino befand sich direkt neben den Amor-Lichtspielen. |
| Filmburg Bio-Lichtspiele (Lage)                                                              | Memhardstraße 12 (Alexanderstraße 55)                 | 1927–1961          | Alfred Lampl (Gf: Fritz Faust, ab 1931 Ernst Wendriner) eröffnete 1927 ein Tageskino mit 258 Plätzen in der Alexanderstraße 55. Es wurden in den Bio-Lichtspielen (Bio Alexanderplatz) Filme am ganzen Tag vorgeführt. Das Kino besaß eine Filmmusik (Kap: 4 M, 3 M) und 1932 wurde die Tonfilmeinrichtung von Klangfilm eingebaut. Mit der Straßenumbenennung der Alexanderstraße 1932 in Memhardstraße lautete die Adresse Memhardtstraße 12. 1937 mit der Umbenennung in Filmburg ist Curt Saxenberger als Besitzer, ab 1939 Kurt, Otto und Johanna Saxenberger im Kino-Adressbuch eingetragen. Das Kinogebäude blieb (im Gegensatz zu angrenzenden Grundstücken) nahezu von Kriegseinflüssen verschont, so wurde der Kinobetrieb der Filmburg in der Nachkriegszeit 7 Tage auf 269 fortgesetzt. Zwischen 1958 und 1960 hat der VEB Berliner Filmtheater das Kino übernommen. Das einzige erhaltene Gebäude am Alexanderplatz zwischen den beräumten Flächen Memhardstraße 10 und 14 wurde bei der Umgestaltung des Alexanderplatzes einbezogen. Das Kino wurde im Januar 1961 geschlossen und 1964 abgerissen. Durch den Neubau 1967 bis 1970 des Centrum-Warenhauses und des Hotels Stadt-Berlin (Hotel Park Inn) sowie die verbundene Änderungen der Straßenzüge wurde 1969 die Straße wieder gekürzt. Der Standort des ehemaligen Kinos entspricht dem Platz zwischen den Flachbauten nordwestlich am Hotel und der Karl-Liebknecht-/ Ecke Alexanderstraße. |
| Filmpavillon der Jugend (Lage)                                                               | Unter den Linden 22                                   | 1951–?             | Das Gebäude des Kinos wurde 1951 auf dem Grundstück (Unter den Linden 22 / Friedrichstraße 86, vor der Umnummerierung Unter den Linden 46) des zerstörten Victoria-Hotels errichtet, das gegenüber dem Haus der Schweiz stand. Hier sollten während der Weltfestspiele der Jugend und Studenten vom 5. bis zum 19. August 1951 Filme vorgeführt werden. Wie lang der Kinopavillon bestand ist unklar. Es wurde jedoch spätestens um 1960 abgerissen als die Nord-Ost-Ecke der Kreuzung für die Neubauplanungen umgeordnet wurde. Bei der Verbreiterung der Friedrichstraße von 12,8 m auf 23,6 m wurden die Grundstücke neu gefluchtet. Ab 1964 wurde das von der Friedrichstraße zurückgesetzte Hotel Unter den Linden (Unter den Linden 14) errichtet, das ab 1970 bis zur Errichtung des gegenüberliegenden Grand-Hotels als Diplomatenhotel genutzt wurde. 2005 wurde die alte Straßenflucht wieder eingerichtet und das Eckgrundstück neu bebaut. |
| Filmtheater im Fernsehturm (Lage)                                                            | Panoramastraße 1a/ Alexanderplatz                     | 1972–1992          | Der Berliner Fernsehturm wurde am 7. Oktober 1969 eröffnet. Anfang 1972 waren die beiden noch fehlenden Pavillons für Ausstellungen, das Informationszentrum der Berlin-Information, ein Kino und gastronomische Einrichtungen fertiggestellt. Im Oktober 1972 wurde der Kinosaal eröffnet. Er befand sich im Erdgeschoss eines Seitenflügels zur Rathausstraße hin und verfügte über 155 Sitzplätze. Die DEFA bespielte den Kinosaal als Filmkunsttheater. Neben Filmvorführungen wurde der Saal auch für Vorträge und Veranstaltungen des URANIA-Vortragszentrums genutzt. Wohl 1990 übernahm die UFA den Kinosaal als Pächter und betrieb ihn noch bis 1992. „Im Kinosaal werden Filme über die Hauptstadt der DDR und verschiedene Bereiche ihres gesellschaftlichen Lebens gezeigt. Zugleich stehen Vorträge über die Entwicklung Berlins auf dem Programm“. |
| Hackesche Höfe Filmtheater Filmkunstcenter (Lage)                                            | Rosenthaler Straße 40/41                              | 1996 bis heute     | Das Hackesche-Höfe-Filmtheater wurde 1996 im gleichnamigen Hofareal eröffnet und ist seit den späten 1990er Jahren ein Filmkunstcenter mit fünf Sälen und 656 Sitzplätzen. Es befindet sich im Dachgeschoss und ist über den 1. Hof im gleichen Eingang wie das Variete Chamäleon erreichbar. Bis 2009 hieß das Kino Hackesche Höfe Filmtheater. Alle Säle sind seit 2011 digitalisiert. Entstanden ist es unter anderem im ehemaligen zweigeschossigen Festsaal, der 1907 als Neumanns Festsäle zusammen mit dem darunterliegenden Festsaal eröffnet wurde. Dieser große Festsaal wurde bereits 1930 mit einer Zwischendecke geteilt und von da an als Tanzsaal genutzt. Im unteren Festsaal, der seit 1991 vom Varieté Chamäleon genutzt wird, bestand bereits von 1920 bis 1960 das Imperial-Kino. |
| Harmonie-Kino (Lage)                                                                         | Invalidenstraße 1a                                    | 1932–1943          | Das Kino wurde 1932 in der Invalidenstraße 1a eröffnet und schloss vermutlich 1943. Nach dem Zweiten Weltkrieg wurde das Erdgeschoss als Farbengeschäft (Farben-Rohde) und für ein Bekleidungsgeschäft genutzt. |
| High End im Tacheles (Studio Camera, OTL) (Lage)                                             | Oranienburger Straße 54–56                            | 1946–2010          | 1946 eröffnete das Kino Oranienburger-Tor-Lichtspiele (OTL) im Torbau in der Friedrichstraße, zog aber 1957 in den umgebauten ehemaligen Vortragssaal des AEG-Gebäudes (Friedrichstraßenpassage) an der Oranienburger Straße um. Bis 1969 war es als OTL in Betrieb und wurde 1971 nach Renovierung und Umbau zum Filmkunsttheater Studio-Camera. Als solches bestand es bis 1981. Ein Teil der Passage wurde 1982 gesprengt und abgerissen, nur der Gebäudeteil an der Oranienburger Straße blieb stehen. Eine neue Straße sollte über das Gelände verlaufen und eine Abkürzung zwischen Oranienburger Straße und Friedrichstraße bilden. Den stehen gebliebenen Gebäudeteil besetzten Künstler ab 1990 und führten ihn als Kunsthaus Tacheles. Das ehemalige Kino diente nun als Theatersaal. Zusätzlich wurde dann ein Kino integriert, das erst Kino angenehm, Camera im Tacheles und später High End 54 genannt wurde. Im Jahr 2010 schloss das Kino im Zuge einer Zwangsräumung, da das Gebäude zwischenzeitlich verkauft wurde. Seit 1990 steht das Haus nun unter Denkmalschutz. Deshalb soll der Gebäudeteil in die zukünftige Einkaufspassage integriert werden. Unter dem Schild mit den Programmankündigungen des High End 54 war im Torbogen noch die Beschriftung Oranienburger Tor Lichtspiele sichtbar. |
| Imperial (Lage)                                                                              | Märkisches Ufer 54                                    | 1994–1998          | 1994 eröffnete Marko Wilke das Imperial-Kino im BCC am Märkischen Ufer 54 / Ecke Brückenstraße. Es bestand dort bis 1998 im zum Berliner Congress Center umgebauten Gebäude. Der 1988 als FDGB-Hauptsitz errichtete siebengeschossige Bau wurde 1999–2001 abermals umgebaut und dient seitdem als Botschaft der Volksrepublik China. |
| Imperial Fortuna Film-Palast Börse (Lage)                                                    | Rosenthaler Straße 40/41                              | 1917–1960          | Das Grundstück 40/41 am Südende der Rosenthaler Straße zum Hackeschen Markt unweit des vormaligen S-Bahnhofs Börse (seit 1992: Hackescher Markt) gehört zu den 1906/1907 erbauten Hackeschen Höfen. Es gab im ersten Hof einen großen zweigeschossigen Festsaal im zweiten Obergeschoss und einen unteren Festsaal im Quergebäude, die als Neumanns Festsäle bekannt waren. Im unteren Festsaal wurde ein Kino eingerichtet und bis 1961 betrieben. Der Eintrag für 1917 lautete: „Royal Lichtspiele, C., Rosenthalerstr. 40“ 1920 ist mit täglichem Spielbetrieb und 600 Plätzen der Film-Palast Börse in der Rosenthaler Straße 40/41 im Besitz der Film-Palast Börse GmbH aufgenommen. Als Gründungsjahr ist 1920 eingetragen, die Sitzplatzanzahl ist 1921 mit 400 aufgenommen, in den Einträgen (1924 bis 1927) unter der Direktion von Karl Holleufer und Ignatz Werner mit 500, täglich bespielt gibt es Programmwechsel am Dienstag und Freitag, Geschäftsführer ist Nikolauer. 1928 sind Karl Sedlak und Bernhard Heimann Besitzer und geben 569 Plätze und als Gründungsjahr 1919 an, der nächste Inhaber ist Julius Levie (1929, 1930) der 601 Plätze und Kinomusik (Kapelle: 6 Musiker) einträgt. Letzterer belässt den Namen nach der GmbH Filmpalast Börse, Film und Bühne. 1931 ist wiederum Karl Sedlak (er wohnte Rosenthaler Straße 4) der Besitzer und firmiert die Spielstätte mit 600 Plätzen als Imperial-Kino Film und Bühne das nun mit Tonfilmtechnik von Tobis ausgerüstet war, gestaltet wurden die Räume vom Architekten Friedrich Zwiebel. 1932 ist Sedlak der Direktor der Elite-Kino GmbH, Geschäftsführer Samuel Faust und betreibt das Imperial. 1934 ist im Reichs-Kinoadressbuch Theaterleiter Gottfried Rheinen als Inhaber genannt. Die Adressbücher 1935 und 1936 geben den Sitz der Fortuna-Kino G.m.b.H. in der Rosentaler Straße 40/41 an. Ab 1937 ist dann Kinobesitzer Franz Wieninger der Betreiber des Imperial-Kinos / Imperial-Theaters mit 592 Plätzen. Bei den alliierten Luftangriffen 1943 wurden auch die Hackeschen Höfe betroffen, aber das Imperial überstand das Kriegsende und wurde in den Nachkriegsjahren weiter bespielt. Im Jahr 1957 übernahm der VEB Berliner Filmtheater das Imperial, stellte 1960 den Betrieb jedoch ein. Das Imperial wurde im April 1960 geschlossen. Ab 1964 nutzte das DDR-Fernsehen die Kinoräume als Probestudios für das DDR-Fernsehballett. Im Sommer 1990 wurde der alte Saal wieder freigelegt und durch ein fahrendes Varieté bespielt. 1991 eröffnete das Varieté Chamäleon im ehemaligen unteren Festsaal. Bereits seit 1977 steht der Gesamtkomplex unter Denkmalschutz. Im gleichen Gebäude gibt es seit 1996 im Dachgeschoss wieder ein Kino, das Hackesche Höfe Filmtheater. |
| International (Lage)                                                                         | Karl-Marx-Allee 33                                    | 1963 bis heute     | Das Kino International ist ein Großraumkino an der Berliner Karl-Marx-Allee 33 und befindet sich zwischen dem Alexanderplatz und dem Strausberger Platz. Es wurde vom 15. November 1963 (mit dem sowjetischen Filmdrama von Samsonow Optimistische Tragödie) bis 1989 als DDR-Premierenkino genutzt. Es steht seit dem Beginn des 21. Jahrhunderts als Zeugnis der architektonischen Moderne unter Denkmalschutz, der Stil ist „leicht, luftig und funktional“, wodurch es sich grundlegend von der in den 1950er Jahren fertiggestellten neoklassizistischen Gebäuden der Karl-Marx-Allee unterscheidet. Bis 1989 diente es als DDR-Premierenkino. Das Kino ist seit 1990 Spielstätte der Berlinale. Das Kino verfügte bis 2009 über eine Kinomaschine des Typs Pyrcon UP-700 und konnte somit 70-mm-Filme vorführen. Das Kino International steht unter Denkmalschutz. Das Ensemble aus Hotel Berolina, Restaurant Moskau und Kino International ist seit 1990 eingetragener Baudenkmalenskomplex. Theaterleiter des Kinos waren Bernd-Rüdiger Mann von 1971 bis 1984 und Christine Weigand von 1986 bis 1998. Das Kino International wird nach der politischen Wende von der Yorck Kinogruppe betrieben. Es verfügt nach Umbauten jetzt über 551 Sitzplätze auf 20 Reihen verteilt. Zur Projektion stehen folgende Formate zur Verfügung: 35 mm, 70 mm, 2k digital. |
| Ira-Palast Frankenburg-Lichtspiele (Lage)                                                    | Karl-Marx-Allee 36                                    | 1921–1943          | 1921 wurde im Hof des Grundstücks Große Frankfurter Straße 74 die Frankenburg mit 850 Plätzen in einem Gebäude mit 60 m² Grundfläche eröffnet. Es wurde im Zweiten Weltkrieg 1943 zerstört. Nach der berämung der Ruinen wurde ab 1950 die Stalinallee aufgebaut, so liegt der Standort des vormaligen Kinos etwa am Gebäude Karl-Marx-Allee 36 (Pavillon neben Café Moskau). „Ein neues Kino-Variété ist von Direktor Karl Rudolph kürzlich in der Großen Frankfurter Straße eröffnet worden, das den Namen ‚Frankenburg‘ führt. Der geschmackvoll ausgestattete Innenraum faßt 1000 Personen.“ () Verwaltet wurde das Kino mit 773 Plätzen und einer 30 m²-Bühne ab 1924 von der Frankino GmbH unter den Pächtern Gabriel und 1924 Bellak und Defries. Und ging durch Übernahme als Frankenburg, Film- und Bühnenschau an die Elysium-Lichtspiele GmbH, die auch andere Kinos besaß. Geschäftsführer waren 1928 Richard Schwarzer, 1929 Adolf Raatz. Gespielt wurde täglich und zur Untermalung der Stummfilme wurden bis zu acht Musiker eingesetzt. 1932 wurde unter Adolf Raatz die Aufführung von Tonfilmen möglich, 1933 als Frankenburg Tonfilm-Bühne von A. Wunderlich und O. Jentsch geführt, 1934 wird S. Hoffmann Inhaber. Als Hermann Lüdemann und Legien 1937 das Kino weiterführen nennen sie es Ira-Palast. Im Kinoadressbuch geben sie ab 1938 noch 478 Sitzplätze statt 750 als Kapazität an. Hermann Ludemann führt in den Kriegsjahren ab 1941 das Kino allein und nennt im Adressbuch weiterhin die Bühne von 30 m² und 644 Sitzplätze. „Die Frankenburg. Unter diesem Namen eröffnete die rührige Direktion Karl Rudolph in der Gr. Frankfurter Straße ein neues, großes Kino-Variete. Das vom Architekten Katzmann entzückend ausgestattete Theater faßt 1000 Personen. Die Eröffnungsvorstellung brachte eine Aufführung der großen Noto-Film-Operette ‚Miß Venus‘, die einen Riesenerfolg hatte, der durch das persönliche Auftreten von Ada Svedin und Charles Willy Kayser seinen Höhepunkt erreichte.“ () |
| Kakadu-Lichtspiele (Lage)                                                                    | Alexanderstraße 37                                    | 1920–1943          | Das Kino wurde in einem Saal des Hotels Englischer Hof eingerichtet. Das Gebäude wurde nach der Zerstörung während des Zweiten Weltkriegs nicht mehr aufgebaut. Es befand sich im Bereich der Alexanderstraße an der Einmündung der Schillingstraße. |
| Kamera (Lage)                                                                                | Unter den Linden 51–53 (ehemals: 14)                  | 1927–1933          | Mit 27 Jahren gründete Walter Jonigkeit sein erstes Filmkunsthaus, Die Kamera. Das Kino ist im Zweiten Weltkrieg 1943 zerstört worden. Auf dem zwischenzeitlich brachen Grundstück steht ein Erweiterungsbau der russischen Botschaft. Die Kamera Unter den Linden 14 wurde im März 1928 eröffnet. Es verfügte zur Eröffnung noch über eine Kinoorgel, obwohl der Tonfilm schon Einzug hielt. Man warb sogar mit „Kinoerlebnis wie vor 15 Jahren“. |
| Karl Kino Monopol-Lichtspiele (Lage)                                                         | Reinhardtstraße 47/47a (Karlstraße 5a)                | 1913–1933          | Die Karlstraße 5a, seit 1947 Reinhardtstraße 47a, ist zusammen mit dem Nachbarhaus erhalten. In den früheren Kinoräumen im Erdgeschoss befinden sich Ladengeschäfte. Das Gebäude ist ein gelistetes Baudenkmal. |
| Kino im Centre Culturel Français (Lage)                                                      | Unter den Linden 37                                   | 1984–1992          | Das Centre Culturel Français wurde 1984 als französisches Kulturzentrum in der DDR eröffnet. Enthalten war eine Bibliothek und für kurze Zeit auch ein Sonderkino mit nationalem Programm. 1992 wurde der Betrieb des Kinos in diesem Gebäude eingestellt. Im Herbst 1996 zog das französische Kulturzentrum um. In den leerstehenden Kinosaal im ehemaligen französischen Kulturzentrum auf dem Innenhof des Westin Grand Hotels an der Friedrichstraße / Ecke Unter den Linden zog im Jahr 2007 ein Club. |
| Kino im Tränenpalast (Lage)                                                                  | Reichstagufer 17                                      | 1993–ca. 1997      | Das Gebäude wurde 1961/1962 als Grenzkontroll-Gebäude (Ausreisepavillon) am Bahnhof Friedrichstraße errichtet und erhielt im Volksmund bald die Bezeichnung Tränenpalast. Nach Mauerfall und Übergang der Stadtverwaltung an den Senat von Berlin wurde das Gebäude unter Denkmalschutz gestellt. und 1991 als Veranstaltungsort eröffnet und 15 Jahre lang als solcher betreiben, er umfasste verschiedene Genres und diente auch als Kino. Zum 31. Juli 2006 schloss der Tränenpalast aufgrund des Verkaufs des Spreedreiecks. Der letzte Betreiber Marcus Herold ist seitdem freier Veranstalter.< |
| Kinematographen-Theater (Lage)                                                               | Chausseestraße 2                                      | 1909–(1919)        | Der Kinematograph 133/1909: „Berlin. Paul Scholz, Chausseestr. 22, hat ein Kinematographen-Theater eröffnet.“ Das Kinotheater in der Chausseestraße 22 existierte nur kurze Zeit. Im Berliner Adressbuch sind in der Chausseestraße in Berlin N 4 weitere Kinematographen aufgenommen. L. Scholz ist als Kinematograph für Chausseestraße 2 im Adressbuch 1910, 1911, 1912, und danach wieder 1917 1918 und 1919 aufgenommen. Der Kinematograph A. Fischer ist 1910 unter Chausseestraße 11, sowie mit der Adresse Chausseestraße 12 im Adressbuch 1912, 1913 und 1915 aufgenommen. |
| KinoKlub der Humboldt Uni (Lage)                                                             | Unter den Linden 6                                    | 1990er–2010        | Der KinoKlub der Humboldt Uni wurde Anfang der 1990er Jahre gegründet. Jedes Semester führten Studenten im Mehrzweck- und Kinosaal im Ostflügel der Uni Filme vor. Im Jahr 2010 endete der Kinobetrieb. |
| Kinotheater (Lage)                                                                           | Friedrichstraße 192/193                               | 1909–1915          | Neben dem Kinematographen Theater von L. Türk befand sich im gleichen Haus auch später noch das Automatenrestaurant der Sielaff AG. |
| Kolonnaden Kino (Lage)                                                                       | Leipziger Straße 48–50 (vormals 58)                   | 1930–1943          | Das Kino wurde im Zweiten Weltkrieg 1943 zerstört, es befand sich in der Nähe der Spittelkolonnaden. Der Standort wäre zwischen den beiden Hochhäusern in der Leipziger Straße 48 und 50. |
| Königshaus-Lichtspiele (Lage)                                                                | Bernhard-Weiß-Straße 3 (Neue Königstraße 63)          | 1910–1961          | Die Königshaus Lichtspiele existierten von 1910 bis 1961. Das Kino wurde im Konzerthaus Königstadt eingerichtet, welches sich in der Neuen Königstraße 61–64 (seit 1995 Otto-Braun-Straße) befand. Die Neue Königstraße wurde Anfang der 1970er Jahre verschwenkt, der alte Straßenverlauf entspricht der Bernhard-Weiss-Straße 1–5. 1928 gehörte das Gebäude der Handelsstätte Königshaus GmbH und beherbergte neben den Lichtspielen auch die Bekleidungswerke AG vorm. Thalheimer und J. & S. Marx sowie das Konzerthaus Königstadt. Nach der Enteignung der jüdischen Eigentümer gehörte es dem Deutschen Reich und war dann Sitz der Oberfinanzdirektion Berlin (Devisenstelle, Zollfahndungsstelle). In der DDR befanden sich dort bis in die 1960er Jahre Abteilungen des Rates des Stadtbezirks Mitte (Finanzen, Kultur, Wohnungswesen, Innere Angelegenheiten) und des Stadtbezirks Prenzlauer Berg (Referat Steuern). Im Juni 1961 wurde das Kino geschlossen. Als die Gebäude im Zuge der Umgestaltung des Alexanderplatzes und der Straße abgerissen wurden, entstand dort Anfang der 1970er Jahre ein Parkplatz. |
| Kristall-Palast (Lage)                                                                       | Landsberger Straße 31                                 | 1900–1943          | Laut Telefonbuch 1941 Landsberger Straße 31. Die Landsberger Straße verlief vom Alexanderplatz zum Landsberger Tor, seit 1992 Platz der Vereinten Nationen. Die Straße wurde beim Wiederaufbau nach dem Zweiten Weltkrieg komplett überbaut. Der Palast-Standort entspricht ungefähr dem Gebäude Berolinastraße 31/32. Das Gebäude existiert nicht mehr. |
| Kronen-Lichtspiele (Lage)                                                                    | Rosenthaler Straße 60                                 | 1914–1921          | Im Haus Rosenthaler Straße 60 Ecke Steinstraße war im Zeitraum 1916–1922 kein Kino in den Berliner Adressbüchern zu finden, nur für die Jahre 1914/1915 gab es dort Einträge. Möglicherweise schloss es während des Ersten Weltkriegs. Das Haus selbst existiert nicht mehr. |
| Landsberger Lichtspiele (Lage)                                                               | Landsberger Straße 92                                 | 1910–1924          | Die Landsberger Straße verlief vom Alexanderplatz zum Landsberger Tor. (um 1960: Leninplatz, seit 1992: Platz der Vereinten Nationen) Die Straße wurde beim Wiederaufbau nach dem Zweiten Weltkrieg komplett überbaut. Der Standort entspricht ungefähr dem westlichen Gebäudeteil der Arno-Fuchs-Schule in der Berolinastraße 8. Das Gebäude existiert nicht mehr. |
| Lichtspiele am Stettiner Bahnhof (Lage)                                                      | Invalidenstraße 127                                   | 1912–1943          | Das Kino bestand von 1912 bis 1943 in der Invalidenstraße 127 gegenüber dem Stettiner Bahnhof (seit 1950: Nordbahnhof). Das Gebäude wurde zerstört, auf dem Grundstück befindet sich aktuell ein Spielplatz. |
| Lichtspiele Alt-Berlin (Lage)                                                                | Köllnischer Fischmarkt 6                              | 1912–1920          | Der Köllnische Fischmarkt existierte unter diesem Namen bis 1969, er verschwand bei der Neugestaltung des Gebietes zur heutigen Fischerinsel. Er befand sich auf der Fläche an der Kreuzung Gertraudenstraße, Mühlendamm und Breite Straße. Es handelte sich hierbei um das Gebiet Cöllns, das sich 1709 mit Alt-Berlin vereinte und somit den Kern der historischen Mitte der Stadt bildete. Vermutlich deshalb wurde das Ladenkino auch Alt-Berlin genannt. Ein Gebäude befindet sich an der ursprünglichen Stelle nicht mehr, dagegen gibt es einen Spielplatz und Wohnhochhäuser. Die Gebäude am südlichen Köllner Fischmarkt wurden im Zweiten Weltkrieg zerstört. |
| Lichtspiele Chausseestraße (Lage)                                                            | Chausseestraße 123/124                                | 1918–1920          | In der Chausseestraße 123 befanden sich ursprünglich die Aegir-Prachtsäle. Von 1907 bis 1911 benutzten die Bioskop-Ateliers, die als ein Vorläufer des Filmstudios Babelsberg gelten, Räume unter dem Dach. Im Jahr 1912 wurde auf einem dieser Hinterhöfe zwei Monate nach dem Untergang der Titanic der Stummfilm In Nacht und Eis über diese Tragödie gedreht. Danach nutzen mehrere Filmgesellschaften die Räume. Bis Ende des Zweiten Weltkriegs befand sich dort die Betriebskrankenkasse der AEG und dann viele Jahre im Vorderhaus eine Buchhandlung. Von 1918 bis 1920 nutzte die Argus-Film GmbH die Räume. Willy Peters war der Gastwirt des dort verblieben Restaurants. Das Haus steht unter Denkmalschutz. |
| Lichtspiele Das lebende Bild (Lage)                                                          | Heinrich-Heine-Straße 10 (Neanderstraße 11)           | 1910–1921          | Karl Knübbel übernahm ungefähr im Jahr 1911 das Kinotheater von F. Holz in der Neanderstraße 11. Zuvor war er Gemüsehändler. Das Kino erhielt später den Namen Das lebende Bild und wurde dann nach einer Schließung im Ersten Weltkrieg von Emil Richter neu eröffnet. Anfang der 1920er Jahre schloss das Kino dann. Die Neanderstraße in Mitte heißt seit 1960 Heinrich-Heine-Straße. Sie verlief von Brücken- und Köpenicker Straße bis Prinzen- und Annenstraße. Die Gebäude dort wurden abgerissen und durch Plattenbauten ersetzt. Der Standort entspricht der Heinrich-Heine-Straße 10. |
| Lichtspieltheater (Lage)                                                                     | Invalidenstraße 110                                   | 1910–1921          | In der Invalidenstraße 110 befand sich ursprünglich das Restaurant zum Kuhstall. An gleicher Stelle wurde 1908 das Hotel Wikinger Hof errichtet. Schon ab 1922 befanden sich dann dort Geschäftsräume und Lager der AEG. Das Gebäude ist zerstört, hier befindet sich aktuell ein Institut der Humboldt-Universität. „Berlin. Unter dem Namen Lichtspiel-Theater, Invalidenstr. 110, hat der langjährige Geschäftsleiter, von grossem Theatern gleicher Art her bekannt, Hermann Pingel, ein vornehmes Kinematograph-Theater eröffnet. Etwa 550 Sitzplätze befinden sich in dem geschmackvoll und solide ausgestatteten Saal. Aus dem reichhaltigen Programm heben wir hervor: Der Hochmut, Kunstfilm; Durch die Flagge gerettet und Das Geheimnis der Seufzerbrücke.“ (aus: Der Kinematograph 198, 1910) |
| Metro-Palast (Wiking-Palast, Friedrich-Wilhelm-Theater) (Lage)                               | Chausseestraße 30/31                                  | 1924–1939          | In der Chausseestraße 30/31 befand sich einst ein Sommertheater, aus dem 1848 das Woltersdorff-Theater, Schillertheater-Nord und schließlich das Friedrich-Wilhelmstädtische Schauspielhaus entstanden. 1913 gab es dort schon einmal unter dem Namen Cines-Friedrich-Wilhelmstädtisches Theater Filmvorführungen. 1924 wurde aus diesem Theater dann das Kino Metro-Palast mit 1000 Sitzplätzen. 1939 wurde es geschlossen und an gleicher Stelle 1941 ein Tiefbunker gebaut. Nach dem Zweiten Weltkrieg wurde versucht, den Bunker zu sprengen. Danach wurde die Fläche eingeebnet. Von 2012 bis 2015 entstand hier ein Hotelneubau, für den vorher die Überreste des Bunkers entfernt wurden. |
| Moderne Lichtspiele (Lage)                                                                   | Brunnenstraße 24                                      | 1919–1934          | Das Kino Moderne Lichtspiele befand sich von 1919 bis 1934 in der Brunnenstraße 24. Es soll sich in der ersten Etage des Vorderhauses befunden haben. Das Haus steht unter Denkmalschutz, früher verfügte es im Hof über viele verschiedene Gewerbe. |
| Filmtheater Münz (Münz-Theater) (Lage)                                                       | Münzstraße 5                                          | 1910–1966          | Das Münz-Theater in der Münzstraße 5 (früher: Nr. 10) bestand von 1910 bis 1966. Es handelte sich hierbei um ein Ladenkino. Mit der Übernahme durch den VEB Berliner Filmtheater behielt es seinen Namen. 1960–1963 trug es den Namen Jugendfilmtheater Münz (siehe Foto von 1960). Bis zu seiner Schließung im Oktober 1966 hieß es dann Filmtheater Münz. Hier befindet sich die Münz-Apotheke. |
| Münz-Lichtspiele Abnormitäten- und Biographentheater (Lage)                                  | Memhardstraße 3 (17, Münzstraße 16)                   | 1918–1959          | Das Kino soll nach eigener Aussage des Betreibers Otto Pritzkow das erste dauerhafte Kino Berlins für zahlende Zuschauer gewesen und am 1. November 1899 mit rund 100 Plätzen eröffnet worden sein. Die Einrichtung hielt sich an gleicher Stelle (Hausnummer jedoch geändert in „17“) bis zum 31. Oktober 1959. 1903 ist Pritzkow & Rüffer im Adressbuch mit einem Automatenrestaurant enthalten, 1904 bis 1905 ist O. Pritzkow mit diesem und 1906–1908 mit einem Abnormitäten-Theater eingetragen. Ab 1907 erschien Otto Pritzkow mit der Adresse Münzstraße 16 im Gewerbeteil des Berliner Adressbuchs unter Kinematographen mit dem Eintrag „Verkauf und Verleihung von Films“, ab 1908 warb er dort auch mit „Kinematographen-Einrichtungen zu billigsten Preisen“. 1909 ist Otto Pritzkow als Kinematographenbesitzer, 1911–1916 mit der Kinematographen-Fabrik und 1918 sowie 1919 mit den Münz-Lichtspielen aufgenommen, teilweise unter Pritzkows Lichtspiele, besaß er das Kino bis 1940. Im Kino-Adressbuch ist das Kino ab 1929 mit 189–199 Plätzen notiert. Bespielt wurde das Kino täglich und wohl auch im Dauerspielbetrieb (1928 ganztags, 1941: Ganztagskino). 1932 wurden die Münz-Lichtspiele von Klangfilm für die Wiedergabe von Tonfilmen ausgerüstet. Das Gebäude Münzstraße 16 erhielt 1934 die Adresse Memhardstraße 17. Das Kinogebäude blieb zwischen den im Krieg beschädigten Nachbarhäusern 15 und 19 vergleichsweise unbeschädigt und der Lichtspielbetrieb wurde in der Nachkriegszeit bis 1959 fortgesetzt, das Kino ist mit 189 Plätzen aufgeführt. Bei der Umgestaltung der Straßen am Alexanderplatz in den 1970er Jahren wurde die Memhardstraße im Straßenlauf verlegt und nach Abriss der noch vorhandenen Altbauten wurde das nach Südwesten liegende Karree mit Plattenbauten bebaut. Die Memhardtstraße ist auf den Abschnitt Rosa-Luxemburg-Straße bis Karl-Liebknecht-Straße verkürzt, die Wohnhäuser an der Südwestseite erhielten die Nummern 1–7, der Standort des Kinos lag auf dem vormaligen Grundstück Memhardstraße 3. |
| Neue Philharmonie-Lichtspiele (Ballhaus-Lichtspiele) (Lage)                                  | Köpenicker Straße 96/97                               | 1914–1934          | In der Köpenicker Straße 96/97 befand sich ursprünglich eine Brauerei, in der schon vor 1900 Carl Kellers Etablissement Neue Philharmonie mit Festsälen entstand. Bereits ab 1914 gab es Filmvorführungen im Großen Saal der Neuen Philharmonie. Im März 1929 wurde eine Kinoorgel von Welte & Söhne eingebaut, dessen Verbleib aber unbekannt ist. 1934 wurde der Kinobetrieb eingestellt. Nach der Zerstörung im Zweiten Weltkrieg und der Neugestaltung der Köpenicker Straße wurden hier Plattenbauten errichtet. |
| Nickelodeon (Lage)                                                                           | Torstraße 216                                         | 1991–2009          | Das Programmkino Nickelodeon wurde Anfang 1991 im Soziokulturellen Zentrum JoJo in der Torstraße 216 eröffnet. Zeitweise wurde es deshalb auch Kino im JoJo genannt. Dort befand sich daneben auch noch das Theater 89. Ab 1998 war der Stattkino e. V. (Lichtblick-Kino) Betreiber, am 10. Juli 2009 schloss das Kino mit der letzten Vorstellung des Films Nickelodeon von Peter Bogdanovich. Der Kinosaal besaß zuletzt 99 Sitzplätze und konnte digital als auch analog mit 35 mm bespielt werden. |
| Noack-Lichtspiele (Lage)                                                                     | Brunnenstraße 16                                      | 1906–1941          | Noacks Lichtspiele entstanden aus dem zuvor dort bestehenden Noacks Theater. Das Kino bestand bereits seit 1906. Seinen Namen hat es laut Adressbüchern scheinbar nie geändert, auch wenn andere Quellen dies behaupten. Die Betreiber wechselten indes wohl. Das Gebäude Brunnenstraße 16 wurde im Zweiten Weltkrieg 1943 zerstört und dann abgetragen. Es befindet sich dort der nach dem Krieg ab 1954 angelegte Volkspark am Weinbergsweg. |
| Nordlicht-Lichtspiele (Drei Groschen Kino, Tosca-Lichtspiele) (Lage)                         | Linienstraße 197                                      | 1924–1935          | Das Gebäude Linienstraße 197 existiert nicht mehr, hier wurde ein Plattenbau errichtet. Gegenüber in der Liniensträße 83–85 befand sich von 1912 bis 1930 der Sitz des Deutschen Metallarbeiter-Verbandes. Dann zog er in einen Neubau um. |
| Odeon-Filmtheater (Süd-Ost Lichtspiele) (Lage)                                               | Köpenicker Straße 36–38                               | 1907–1943          | Auf dem Grundstück befand sich von 1907 bis um 1943 ein Kino, das zunächst Lichtspiele Süd-Ost und ab 1939 Odeon-Lichtspiele hieß. Daneben gab es auch weitere Gewerbebetriebe, die auf dem Grundstück Fabrikgebäude besaßen. Nach dem Zweiten Weltkrieg befand sich dort ein kleiner Baubetrieb. |
| Orpheum (Lage)                                                                               | Brückenstraße 2                                       | 1910–1911          | In der Brückenstraße 2 wurde 1907 ein Neubau errichtet, in dem sich 1908 das Steidl-Theater und 1909 das Wilhelm-Theater von W. Kietzmann befand. Daraus wurden dann die Orpheus-Festsäle. Ab 1915 wurden daraus Zimmermanns Festsäle, nachdem das Haus der Genossenschaftsbank gehörte. Als Kino hatten die Festsäle also nicht lange Bestand. |
| Passage-Lichtspiele (Lage)                                                                   | Unter den Linden 35 (ehemals: 22)                     | 1915–1944          | Das Passage-Theater entstand in der 1873 eingeweihten Kaisergalerie. Die als Passage konzipierte Ladenstraße führte vom Boulevard Unter den Linden in gebrochener Linie zur Friedrichstraße / Ecke Behrenstraße. In der Passage befanden sich ein Konzertsaal, Restaurants, ein Hotel sowie die moderne Einkaufspassage mit mehr als 50 Läden und Cafés. Zu den mit der Zeit dazugekommenen Attraktionen gehörten das Panoptikum und das Wachsfigurenkabinett der Brüder Castan. Nach dem Ersten Weltkrieg wandelte Mohamed Soliman das Passage-Theater in ein Kino-Varieté um, in dem auch Uraufführungen gezeigt wurden. Soliman war von 1915 bis zur Inflation 1923 Direktor des Passage-Panoptikums, des Passage-Theaters und des Linden-Cabarets. Im August 1928 eröffneten die Passage-Lichtspiele nach fünf Jahren neu. 1943 wurde das Gebäude bei einem Luftangriff bis auf einen Rest zerstört und brannte 1945 vollständig ab. Die verbliebene Ruine wurde 1957 abgetragen. Danach wurde dort das Interhotel Grand Hotel Berlin, das heutige Westin Grand errichtet. |
| Pathephon Salon Theater (Minerva) (Lage)                                                     | Friedrichstraße 187/188                               | 1909–1917          | Im gleichen Haus befand sich zu dieser Zeit und danach ein Fachgeschäft für Sprechmaschinen Pathé Frêres (ab 1915: Pathéphon Sprechmaschinen, 1916: Pathéphon Musiksaal), während die Minerva Gesellschaft 1912 das Geschäft an der Adresse aufgab. |
| Patria-Lichtspiele Prinzeß-Theater (Lage)                                                    | Linienstraße 132 / Torstraße 228 (Elsässer Straße 43) | 1924–1942          | Das Kino bestand bis 1942 und wurde 1924 im ehemaligen Possen-Theater (Folies Caprice, Eldorado- oder Steidl-Theater) der Herren Schreiber & Neumann eingerichtet. Das Theater-Gebäude zog sich von der Linienstraße 132 bis zur Elsässer Straße 43. Das bei Luftangriffen zerstörte Kinogebäude läge aktuell auf dem Grundstück Linienstraße 132/Torstraße 228. Die Linienstraße verläuft parallel zur Torstraße, die an dieser Stelle bis 1951 Elsässer Straße hieß und 1951–1994: Wilhelm-Pieck-Straße. 1924 waren die Prinzeß-Lichtspiele (Folies caprice) in Berlin N 24 Linienstraße 132 mit 500 Sitzplätzen im Besitz von Carl Rudolph. Wilhelm Kraft übernahm 1927 die Lichtspiele mit der Adressangabe Linienstraße 132 Ecke Elsässer Straße 43 mit täglichen Vorführungen und zwei Programmwechseln. 1928 wurde David Koppelmann der Besitzer mit Wilhelm Gaßmann als Vorführer der dann 1930 das Kino übernahm. Ab 1931 ist Erich Richter als Inhaber für das Prinzeß-Theater mit einer 5 m × 7 m großen Bühne im Kino-Adressbuch aufgeführt, der die Tonfilmvorführung nach dem Nadeltonverfahren einführte. Es bestand eine Kinoorgel und Richter gab als Gründungsjahr des Kinos 1913 an. 1933 ist das Kino geschlossen und wurde 1934 von Bruno Voß (der mehrere Berliner Kinos besaß) als Patria-Lichtspiele mit 464 Plätzen wieder eröffnet. Der gab 1938 das Filmtheater an die Karl August Deter & Co. KG ab, die es bis zum Gebäudeschaden 1942 durch die Luftangriffe noch betrieben. Ein Kino unter dem Namen Patria bestand wohl schon 1910 für kurze Zeit auf dem Gewerbegelände hinter der Kaiserstraße 41 (Berliner Spediteur- und Lagerhaus Akt.Ges.) zur Magazin-/ Schillingstraße 29. Das Grundstück entspricht seit dem Bau der Stalinallee der Lage Karl-Marx-Allee 28.(Lage) |
| Phönix-Lichtspiele (Nordische Lichtspiele) (Lage)                                            | Torstraße 140–144 (Elsässer Straße 86–88)             | 1929–1943          | Das Kino wurde 1929 im Festsaal des ehemaligen Gewerkschaftshauses eingerichtet. Das Gebäude erstreckte sich bis zur Linienstraße 83–85, in dem sich von 1912 bis 1930 der Sitz des Deutschen Metallarbeiter-Verbandes befand. Das ehemalige Gewerkschaftsgebäude von 1912 wurde in den Jahren 1999–2001 saniert und verfügt im Erdgeschoss über Ladenflächen. Das Gebäude steht unter Denkmalschutz. Die Elsasser Straße ging zusammen mit der Lothringer Straße in der Torstraße (1951–1994: Wilhelm-Pieck-Straße) auf, das Haus hat nunmehr die Adresse Torstraße 140–144. |
| Residenz-Lichtspiele                                                                         | Ifflandstraße 2 (Lage)                                | 1914–1945          | Das Grundstück Blumenstraße 10 mit den Residenz-Lichtspielen befand sich an einer kurzen Seitenstraße zur Blumenstraße im Karree Blumen-, WallnerTheater-, Ifflandstraße und grenzte östlich an das Residenz-Theater (Blumenstraße 9/9a). Das Kino wurde im Zweiten Weltkrieg um 1943 zerstört und die Straßenfluchten wurden bei der Bebauung nach dem Krieg völlig verändert. So liegt der vormalige Kinostandort auf dem vom Straßenlauf der Singerstraße zurückgesetzten Haus Ifflandstraße 2 des Anfang der 1970er Jahre errichteten Wohnblocks 1–4. Verbliebener Markierungspunkt ist der erhaltene Altbau Singerstraße 1a, vormals Blumenstraße 13. Das Wohnhaus besitzt eine charakteristische Hausecke: deren Seite zur Singerstraße an der Blumenstraße und deren abgewandter Teil (südwestlich) lag an der kleinen Seitenstraße gegenüber von Blumenstraße 10, 11, 12. Eingerichtet wurde das Kino in den ehemaligen Prachtsälen Alt-Berlin in der Blumenstraße 10, in dem sich von 1908 bis 1939 auch das Resi-Casino von Paul Baatz mit 1000 Plätzen befand. Dabei nehmen Casino und Filmtheater Bezug zum Residenztheater, das zwischen Blumenstraße und Wallner-Theater-Straße lag. Für die Film-Spielstätte (Blumenstraße 10) sind im Kinoadressbuch anfangs wechselnde Inhaber eingetragen: 1914 W. Bromme, 1915 K. Hartmann, 1917 J. Goldberg, 1917 P. Baatz. 1918 sind die Residenz-Lichtspiele (O 27, Blumenstraße 10) mit 318 Plätzen für Inhaber Leo Rubintschik (Wohnung: Fischerstraße 5) aufgenommen. Er wurde 1924 vom Inhaber der Pracht-Säle Alt-Berlin GmbH Paul Baatz abgelöst, der zunächst 546 Zuschauerplätze angibt. Sein Pächter Josef Hauser nennt 1928/1929 500 Plätze als Zuschauerkapazität. Stummfilmvorführungen gab es täglich, begleitet wurden sie von sechs bis zehn Musikern, die Bühne hat eine Größe von 8 m × 6 m. Als Paul Goldstein 1930 der Kinobesitzer wurde, setzte er den Namen Resi(-Lichtspiele) für 550 Kinoplätze und ließ mit seinem Geschäftsführer Erich Witte im Kinoadressbuch den Eintrag: „in Aussicht genommen Klangfilm“ einsetzen. Umgesetzt hat das Tonfilmprojekt 1931 Direktor Carl Sommer (Vorführer, Geschäftsführer Walter Angerstein), der als Gründungsjahr 1914 eintragen ließ. Da nun Tonfilme von Kinoton vorgeführt werden, lautete der Kinoname Resi-Tonfilmbühne mit 560 Sitzplätzen. Im Jahre 1937 (?1936) wurde Walter Eiling Inhaber und behielt es bis zur Zerstörung vor 1945. |
| Russisches Haus (Filmtheater Friedrichstraße) (Lage)                                         | Friedrichstraße 176–179                               | 1984 bis heute     | Seit Anfang der 1990er bis um 2003 wurden unter dem Namen Filmtheater Friedrichstraße Filme gezeigt. Seitdem werden Filme nur noch zu besonderen Anlässen gezeigt, wie beispielsweise zur Russischen Filmwoche. Das Haus der Sowjetischen Wissenschaft und Kultur entstand 1981–1984 an der Friedrichstraße 176–179 auf dem Grundstück eines im Zweiten Weltkrieg zerstörten Hauses (Kaiser-Hotel mit Kaiser-Keller). Das Gebäude enthält Räumlichkeiten für Ausstellungen, Konferenzen, Konzerte und ein Kino. Nach der politischen Wende wurde es in Russisches Haus umbenannt. |
| Scala (Camera, Aladin, Überbrettel) (Lage)                                                   | Friedrichstraße 112a                                  | 1909–2000          | In der Friedrichstraße 110–112 befand sich das Passage-Kaufhaus Wertheim (Friedrichstraßenpassage). In der Nr. 112a war eine Gastwirtschaft zu finden, die ab 1916 als Bier- und Konzerthaus Heidelberger Krug im Adressbuch steht. Neddermeyer steht im gleichen Eintrag als Theaterbesitzer. Ab 1909 fanden erste unregelmäßige Filmvorführungen im Saal im Obergeschoss statt. Das Kino trug anfangs den Namen Passage Lichtspiele angelehnt an den Standort des Hauses. 1920 wurde es zu den Oranienburger-Tor-Lichtspielen und ab 1933 Aladin-Lichtspiele. Friedrich Wilhelm Foss betrieb das Aladin bis zu seiner Enteignung, weil er im Westteil der Stadt das Grenzkino Camera betrieb und dafür Werbung im Osten machte. Daraufhin wurde das Kino 1957 in Camera umbenannt und als Reprisentheater betrieben. Später wurde es zum Filmkunsttheater. 1966 wurde es baupolizeilich geschlossen. Ab den 1960er Jahren nutzte das Staatliche Filmarchiv der DDR die Räume als Büros. 1990 übernahm die Yorck Kinogruppe die Räume und richtete wieder ein Kino ein, das 1993 als Programmkino Scala eröffnet wurde. Das Kino war bis zum März 2000 in Betrieb und wurde dann aus betriebswirtschaftlichen Gründen geschlossen. Im Erdgeschoss des Gebäudes befindet sich ein Irish Pub. Der Schriftzug SCALA, der vorher über dem Kino angebracht war, konnte dem Scala-Kino in Werder verkauft werden. |
| Schauburg (Lage)                                                                             | Stresemannstraße 120                                  | 1919–1932          | Die Schauburg befand sich an der Stresemannstraße 120 / Ecke Niederkirchnerstraße 6. 1904 entstand dort in einem Eisenbetonbau ein Konzertsaal für Vergnügungsveranstaltungen, der 1945 ausbrannte. Ein Kino wurde hier von 1919 bis 1932 betrieben. Ab 1961 verlief dort die Berliner Mauer, das Grundstück lag im Ostteil Berlins im Todesstreifen. |
| Skala-Theater-Lichtbildbühne Biophon-Theater (Lage)                                          | Weinbergsweg 16–20                                    | 1907–1927          | Das Grundstück Weinbergsweg 16/20 gehörten wie das angrenzende Grundstück 15 zur Fehrbelliner Straße der Wollankschen Familienstiftung. Der Kaufmann E. Schippanowsky ist 1907 für 16, 17, 18/19 und 20 als Eigentümer eingetragen. Hierauf befanden sich verschiedene Einrichtungen: so schon vor 1907 das Walhalla-Theater mit Park, Tunnel und Varieté unter der Adresse Weinbergsweg 18.19 und zudem das Theater lebender Photographien von W. Hulke & Co. Das Theater lebender Photographien (Weinbergweg 18–19) der W. Hulke & Co. ist 1907–1915 im Adressbuch genannt, in den Jahren 1916–1918 wird unter dieser Adresse auch im Kino-Adressbuch das Biophon-Theater(-Lichtspiele) (es gehört ebenfalls der Hulke-Gesellschaft mit Zentrale Alexanderstraße 39–40) aufgenommen. Im Jahr 1918 folgt unter Weinbergsweg 18 das „Skala-Theater“ mit 340 Plätzen im Besitz von Georg Hannes und Adam Zielinski, als Inhaber folgt 1920 Ludwig Baumblau. Im Berliner Adressbuch 1921 ist als Adresse Weinbergsweg 18–19 aufgenommen. 1922 wird Skala und Union-Theater unter Weinbergsweg 16–17 und Walhalla-Theater, sowie Walhalla-Tunnel und Park als 18.19 aufgenommen, wobei für letztere wieder die Wollannksche Familienstiftung Grundstückseigentümer ist. Das Adressbuch 1923 verbindet Kersten mit dem Skala-Theater und G. Heinsdorf mit dem Walhalla-Varieté. Johann und Richard Kersten waren 1924 bis 1927 Besitzer derSkala-Theater Lichtbildbühn (N 54, Weinbergsweg 18), diese hatte 335 Sitzplätze, gespielt wurde täglich mit Programmwechsel am Dienstag und Freitag. Im Adressbuch 1925 ist für das Skala-Kino J. & R. Kersten (Weinbergsweg 16–17) als Grundstücks-Eigentümer die Universum Film AG aufgeführt. 1926 und 1927 ist der Eigentümer des Grundstücks vom Skala-Kino mit Adresse Weinbergsweg 18–19 die Voß & Co. Admiralspalast. 1927 wurde im vormaligen Skala-Kino Carows Lachbühne eröffnet. Zudem ist seit 1913 unter der Adresse Weinbergsweg 16–18 das U.T., folgend als Ufa-Filmtheater eröffnet worden. Die Bebauung wurde ab 1943 durch die Luftangriffe zerstört und nach Kriegsende beräumt. In den 1950er Jahren entstand auf der Fläche Weinbergsweg 15–20 zudem bis an die Veteranenstraße hin der Volkspark am Weinbergsweg. |
| Stattkino (Lage)                                                                             | Friedrichstraße 165                                   | 1994–1995          | Das Stattkino war der Vorgänger des Kino Lichtblick. Der Beginn 1994 fand durch den Verein Stattkino Berlin e. V. im Haus der Demokratie (Pschorrbräuhaus, 1955–1989 SED-Kreisleitung) in der Friedrichstraße 165 / Ecke Behrenstraße 25/26 statt. 1995 zog das Kino unter dem Namen Lichtblick in die Wolliner Straße 19 um. |
| Stern (Franziskaner-Kino) (Lage)                                                             | Georgenstraße 12d                                     | 1928–1968          | Das Kino wurde 1928 im Stadtbahnbogen 201, einem Bogen des Restaurants Zum Franziskaner, eingerichtet. Das Lokal nutzte sechs der dortigen Stadtbahnbögen am Bahnhof Friedrichstraße mit Eingang von der Georgenstraße. Die Stadtbahnbögen liegen unter der hochgesetzten Stadtbahn, zwischen Prinz-Louis-Ferdinand-Straße (seit 1953 Planckstraße) und Friedrichstraße befinden sich die Stadtbahnbögen 198–204, die von der Franziskaner Restaurant und Konditorei G.m.b.H. genutzt wurden. Bogen 205 ist der Eingang Stadtbahnhof Friedrichstraße. 1927 hatte Ernst Barthels das Lokal gekauft, das sich schon seit 1882 dort befand. Im Kino-Adressbuch ist Bruno Foss (Schreibung auch Voss, Foß) als Besitzer des 1928 gegründeten Franziskaner-Kinos (Stadtbahnbogen 201/202) mit 322 Plätzen genannt, gespielt wurde täglich. Ab 1930 war Tonfilm von Kinoton-Tobis eingebaut, die Platzanzahl auf 300 (ab 1932: 350) erhöht. Als Adresse des Tageskinos im Bahnhof ist Georgenstraße 14 genannt. Ab 1938 wurde die Karl (auch Carl) August Deter &. Co. K-G. Inhaber des Kinos. Die Franziskaner-Lichtspiele (Tages-Lichtspiele) wurden in den Kriegsjahren und der Nachkriegszeit durchgehend betrieben. Nach 1945 wurde das Kino im sowjetischen Sektor offensichtlich von der Sovexportfilm GmbH (Milastraße 2) betrieben. Von dieser Gesellschaft wurde das Kino 1951 neu eingerichtet. Der Name des Kinos war nun Stern-Lichtspiele, und der Besitzer wurde durch Eigentümerwechsel der VEB Berliner Filmtheater. Ab 1949 ist als Adresse auch Georgenstraße 12d in Berlin W 8 verzeichnet. 1968 wurde das Kino Stern (108 Berlin, Georgenstraße 12d) geschlossen. Seit 1993 befinden sich das Restaurant Nolle und mehrere Geschäfte in den dortigen Stadtbahnbögen, die bis zu dieser Nutzung nur als Lagerräume dienten. |
| Taunus-Lichtspiele (Pariser Lichtbildtheater) (Lage)                                         | Köpenicker Straße 30a                                 | 1908–1952          | In der Köpenicker Straße 30 befand sich die Gaststätte Heidekrug. In der Nr. 30a befand sich das Lichtspieltheater von Carl Stiller, das ab Anfang der 1920er Jahre Taunus-Lichtspiele genannt wurde. Daneben befanden sich dort auch eine Kunststein-Fabrik und andere Gewerke. Da das Kino noch bis mindestens 1950 in Betrieb war (angeblich bis 1952), ist es wohl nicht im Zweiten Weltkrieg zerstört worden. Direkt daneben lag jedoch der Engeldamm (früher: Engelufer), der die Sektorengrenze markierte und an dem ab 1961 die Berliner Mauer errichtet wurde. Seit 2004 befindet sich hier der Neubau des Gewerkschaftshauses ver.di. „Vorführungen in erleuchteten Raunen im Pariser Lichtbildtheater in Berlin, Köpenickerstr. 30a, hatte ich kürzlich Gelegenheit, einer Vorführung beizuwohnen. Die selbe war geradezu mustergültig. In dem neu erbauten Theater sind die Sitze, bequeme Klappstuhlbänke, auf sich sehr stark neigender Ebene angeordnet, sodass jeder Zuschauer das Bild sieht, ohne von seinem Vordermann behindert zu sein. Die Decke ist mit einer Anzahl Glühlampen besetzt, welche zum Teil während der Vorführung eingeschaltet bleiben, und so den Raum mit angenehm gedämpftem Licht erfüllen. Die Bildwand, eine präparierte Glaswand, zeigt die Bilder in auffallender Klarheit und Ruhe. Wie bei einer guten Reproduktion bemerkt man zwischen hellen und dunklen Stellen Halbtöne, die dem Bild das Kalte, Eckige nehmen. Auch fiel mir auf, das bei nicht ganz neuen Films kleine Schäden, Kratzer usw. viel weniger bemerkbar sind, wie bei dunklem Saale. Ich wohnte der Vorstellung bis zum Schluss des Programms bei. Der Aufenthalt in dem erleuchteten Raume veranlasste mich während der Vorstellung einige Gläschen Bier zu geniessen, und als ich das Theater verliess, machte ich die Wahrnehmung, dass das Sehen die Augen nicht im Entferntesten so anstrengte, wie dies im dunklen Theater der Fall ist. Ich möchte bei beabsichtigte Neuanlagen eine Besichtigung des Pariser Lichtbildtheaters sehr empfehlen.“ (aus: Der Kinematograph 98, 1908) |
| Toneck-Lichtspiele (Filmpalast Schönhauser Tor) (Lage)                                       | Rosa-Luxemburg-Straße 51                              | 1926–1945          | Das Gebäude mit dem Kino entstand 1926 als Neubau zu der Zeit, als die Bebauung um den Bülowplatz (seit 1969 Rosa-Luxemburg-Platz) neu errichtet wurde. Zuvor befand sich dort nur ein Lagerplatz. Als Adresse für den „Filmpalast Schönhauser Tor“ ist im Kino-Adressbuch 1927 noch ‚Hankestraße / Ecke Linien- und Lothringer Straße‘ aufgeführt, ab 1928 Hankestraße 1. Die Hankestraße ist seit 1969 ein Teil der Rosa-Luxemburg-Straße. Besitzer des Filmpalastes mit 600 Plätzen ist Rudolf Lorenz, gespielt wurde täglich. Als Gründungsjahr ist 1926 eingetragen. Das Kino hatte eine Bühne von 6 m × 8 m Größe und es gab eine Filmmusik-Anlage (Kapelle 6 Musiker). 1931 wird von den neuen Inhabern Dresdner & Frenkel (Gf: Jeschke) die Tonfilmtechnik von Kinoton eingebaut. Den Namen ändern sie dabei nach der Lage in Hanke-Lichtspiele (Berlin C 25, Hankestraße 1). Er wird 1932 zum Gloria-Filmpalast aufgewertet. Als 1933 die Elite-Kino-Gesellschaft mbH mit 500 Plätzen die Einrichtung übernahm, wählte sie den Namen Ton-Eck (Musikkapelle: Mechanische Musik). 1934 wurde Attila Sajo Kinobesitzer und bot 460 bis 469 Plätze. Ein erneuter Besitzerwechsel erfolgte 1939 durch Hanns & Sobansky OHG (ab 1940: Hans Sobansky). Zum Kriegsende wurde der Kinobetrieb wegen Totalschaden am Gebäude eingestellt. In den Nachkriegsjahren wurde die Fläche beräumt und blieb brach und unbebaut. Die Hankestraße war Teil der Straße zwischen Rosa-Luxemburg-Platz und Torstraße. Mit dem Einbeziehen der Hankestraße in die Rosa-Luxemburg-Straße (1969) wurde die Adresse Hankestraße 1 zu Rosa-Luxemburg-Straße 51 und liegt zwischen Torstraße und Linienstraße 40. Seit 2010 befindet sich auf dem Grundstück das Wohn- und Geschäftshaus L40. |
| Toneck-Lichtspiele (Roland-Lichtspiele) (Lage)                                               | Köpenicker Straße 86                                  | 1913–1943          | Das Kino befand sich ab 1913 direkt gegenüber der Neuen Philharmonie am Schulze-Delitzsch-Platz / Ecke Am Köllnischen Park. Das Gebäude wurde im Zweiten Weltkrieg zerstört und an der Stelle später ein Geschäftshaus errichtet, das noch immer dort steht. Um die Ecke befand sich dort auch ein Anbau des Hauses am Köllnischen Park von 1971, der im Jahr 2013 abgerissen wurde. |
| Trumpf (Elsa-Lichtspiele, Elsässer Lichtspiele) (Lage)                                       | Torstraße 165 (Elsässer Straße 15)                    | 1908–1952          | Die Elsa-Lichtspiele wurden 1912 als Elsässer Lichtspiele im Elsässer-Ball-Salon eingerichtet, der sich in der Elsasser Straße 15 / Ecke Bergstraße befand. Bereits 1908 kaufte der Theaterbesitzer Heinrich Just einen Kinematographen. Variete und Cabaret ergänzten das Filmprogramm noch bis in die 1920er Jahre hinein. 1945 erfolgte eine Umbenennung in Trumpf-Lichtspiele, der Spielbetrieb ging noch bis 1953. Die Elsasser Straße ging zusammen mit der Lothringer Straße in der heutigen Torstraße (1951–1994: Wilhelm-Pieck-Straße) auf, das Haus hat jetzt die Adresse Torstraße 165. Im Jahr 2009 wurde hier ein neues Wohnhaus errichtet. |
| Ufa-Theater Alexanderplatz (UT-Lichtspiele) (Lage)                                           | Alexanderplatz 5–7                                    | 1909–1943          | Das Union-Theater wurde 1909 im großen Saal des Grand-Hotels am Alexanderplatz eröffnet. Das 1885 eröffnete Hotel selbst lief nicht gut und schloss 1919 komplett, die Hoteletagen wurden zu Büro- und Geschäftsräumen umgebaut. Bei Bombenangriffen wurde das Haus 1943 schließlich zerstört. „Das Union-Theater. Das neue, von der Allgemeine Kinematographen-Theater-Gesellschaft in Frankfurt am Main geschaffene, am Alexanderplatz gelegene Union-Theater entspricht einem fühlbaren Bedürfnis der Reichshauptstadt. Bisher hatten derartige Darbietungen von Ton und Bild kein richtiges Heim für das vornehme Publikum. Die zahlreichen Kinematographen-Theater sind zum Teil recht klein, zum Teil recht primitiv eingerichtet. Die obengenannte Gesellschaft hat es verstanden, in mehreren grossen Städten des In- und Auslandes grosse, dezente Theater zu schaffen, welche ausschliesslich den kinematographischen Vorführungen gewidmet sind; sie hat weder Mühe noch Kosten gescheut, um mit dem neuen Unternehmen in Berlin ein der Weltstadt würdiges Etablissement zu schaffen. Das Beste vom Besten wird hier geboten werden, und jeder Besucher wird nur vollständig zusammengesetzte Programme zu sehen bekommen. Das elegante Theater, für dessen Leitung die Gesellschaft eine bewährte Kraft in der Person des Direktors Siegbert Goldschmidt gewonnen hat, besitzt eine Fassungskraft von etwa 800 Personen. Das Union-Theater hat zwei Eingänge, ein Portal am Alexanderplatz, das in grossen Zügen in ägyptischem Stile gehalten ist, und ein zweites Portal, das von der Neuen Königstrasse aus zum Theater führt. Zu beiden Seiten des Haupteinganges erheben sich massive Obelisken, deren Spitzen hohl aus Glas gebildet sind. In diesen Hohlräumen befinden sich Quecksilber-Dampfbogenlampen. Die Obelisken selbst sind mit Goldmosaik bekleidet, und enthalten Bronzeschaukästen, in denen Abzüge der hauptsächlichsten Novitäten des jeweiligen Programms ausgestellt werden. Die Sockel dieser Obelisken sind mit Marmor bekleidet. Aus gleichem Materiale bestehen die Paneele im Vestibül. Rechts und links vom Aufgang, welcher geschmackvoll mit Velourteppichen belegt ist, sind zwei Sphinxen aufgestellt. Die Wände sind durch ornamentalen Schmuck sowie durch Spiegel und Beleuchtungskörper reich verziert. Die Decke besteht aus Spiegelkassetten, auf deren Kreuzungen 100kerzige Osramlampen eine nie gesehene Lichtfülle verbreiten. Vom Eingang Alexanderplatz aus gelangt man in ein großes Foyer, in dem für eine bequeme kostenlose Garderobenablage für etwa 600 Personen gesorgt ist. Nachzahlungen aller Art fallen beim Union-Theater weg. Theaterprogramme und Garderobe sind für die Besucher frei. Im Hintergrund des Foyers, in welchem die Wiener Kapelle des bekannten Konzertmeisters Eduard Brasch vom k. k. Strauss-Orchester ihre Weisen erklingen lässt, befindet sich ein Büffet mit Erfrischungen aller Art. Der grosse Theatersaal hat ein künstlerisch gemalte Glasdecke. Die Bühne, welche ca. 13 m breit und 10 m hoch ist, ist durch Plastiken und Figuren reich verziert. Die Sitzgelegenheiten sind äusserst bequem, und bestehen zum Teil aus gepolsterten Fauteuils. Im Hintergrunde des Saales haben die dezenten Logen ihre Anordnung gefunden. Die Wände des Theatersaales sind sowohl mit Beleuchtungskörpern aus Bronze als auch mit Gemälden geschmückt, welche eine Reise durch die Welt veranschaulichen. Die gesamten Ausstattungen sind aus den Ateliers der Firma John, Negendank & Co. hervorgegangen. Was dem neuen Uniontheater besondere Popularität verschaffen dürfte, sind seine volkstümlichen Preise, welche, von 30 Pfg. aufwärts, allen Gesellschaftsklassen den Besuch des Theaters ermöglichen. Direktor Siegbert Goldschmidt, welcher als Fachmann und Inhaber des Parade-Theaters in weiten Kreisen wohlbekannt und geschätzt ist, gedenkt die neue Bühne Anfang September mit einem erstklassigen Programm zu eröffnen.“ (aus: Der Kinematograph 140, 1909) |
| UFA-Palast Weinbergsweg Union-Theater (Lage)                                                 | Weinbergsweg 16/18                                    | 1913–1943          | Bevor das Union-Theater (UT) 1913 unter der Adresse Weinbergsweg 16/17 eröffnete befand sich in Nr. 16 eine Pianofabrik und in Nr. 17 eine Möbelhandlung sowie Zigarettenfabriken. Das UT wurde als Kinozweckbau entlang des Weinbergwegs neu errichtet. Im Weinbergsweg 18/19 befand sich das Walhalla-Theater und das „Theater der lebenden Photographien“, danach Biophon-Theater von Hulcke, ab 1920 dann Skala-Kino genannt. Das Union-Theater befand sich entlang der Straße auf dem gleichen Grundstück aber gehörte nicht zum Walhalla-Theater, das etwas zurückgesetzt von der Straße stand. Nach Kino-Adressbuch befindet sich das Kino der Projections AG Union als Union-Theater im Weinbergweg 16–17, teilweise auch als Adresse Weinbergsweg 17. 1918 ist als Inhaber UT-Lichtspiele GmbH (Zimmerstraße 16–18) für das U.T. Weinbergsweg mit 1460 (dann 1415) Plätzen aufgenommen, 1923 die Union-Theater GmbH (im Ufa-Konzern, beispielsweise besteht im Adressbuch 1923 der Verweis: U. T. Theater s.u. Ufa-Theater) im Weinbergsweg 16–17 für das Union-Theater im Weinbergsweg 18–19. Ab 1924 lautet die Firmierung des Kinos Ufa-Theater Weinbergsweg und der Inhaber ist die Universum-Film AG, Berlin. Die Spielstätte mit Gründungsjahr 1913 der Ufa-Theater-Betriebs-GmbH besitzt 1424 Plätze und wird täglich bespielt. 1930 wird auf Tonfilm-Vorführungen mit Technik von Klangfilm umgerüstet. Die Anzahl der Sitzplätze wurde vom Inhaber im Kino-Adressbuch mit 1422 und teilweise 1460 angegeben. 1941 ist Berndt Quedenfeldt Geschäftsführer der Ufa-Theater-Betriebs-GmbH für dieses Kino, die Bühne ist mit 12 m × 8 m angegeben. Das Ufa-Theater Weinbergsweg (Weinbergsweg 16–18, Eigentümer Universum Film AG) ist noch für 1943 notiert. Doch die Bebauung auf dem Grundstück am Weinbergsweg wurde im Zweiten Weltkrieg bei den Luftangriffen ab 1943 zerstört und nach Kriegsende beräumt. Danach entstand auf den Flächen der Wollankschen Familienstiftung der Volkspark am Weinbergsweg. „Das Volkslichtbildhaus am Weinbergsweg ist ein eigener Theaterbau, der sich als langgestrecktes Gebäude präsentiert mit turmartigen Aufbau, der an zwei Seiten die ca. 10 Meter hohen Lettern U.T. trägt, abends schon weithin bemerkbar durch das sehr wirkungsvolle Farbenspiel. Man gelangt durch das weiße Vestibül, in dem sich die Garderoben und auch ein Buffet befinden, in den Theatersaal, der 1700 Personen fasst und somit der größte Kinozuschauerraum Groß-Berlins ist. Es ist ein wohltuendes Gefühl, in diesen trotz seiner Größe durchaus harmonischen Saal zu treten, dessen Farbenwirkung in Schwarz und Grün mit den roten Läufern sehr diskret und geschlossen ist. Die geschmackvollen gelben Beleuchtungskörper geben ein mattes Licht, das am Tage der Einweihung auf das sehr zahlreich erschienene Publikum in dem überfüllten Parkett und in den grünen Ranglogen herabschien.“ (aus: Lichtbildbühne 37, 1913) |
| Ufa-Theater Friedrichstraße (Bavaria-Lichtspiele, UT Union Theater) (Lage)                   | Friedrichstraße 180                                   | 1912–1943          | Ursprünglich befand sich in der Friedrichstraße 180 das Hotel Nürnberger Hof mit Ausschank von Tucher Bräu. 1912/1913 wurde es abgerissen und ein Neubau der Projektions AG UNION aus Frankfurt am Main nach Plänen des Architekten Moritz Ernst Lesser errichtet, der Bavaria Haus genannt wurde und auch das Union-Theater beherbergte. Von 1928 bis 1934 wurde das Kino Bavaria-Lichtspiele genannt. 1943 wurde das Haus im Zweiten Weltkrieg zerstört. 1950–1955 wurde an gleicher Stelle ein Bürohaus errichtet. „Im neuerbauten ‚Bavariahaus‘, ein Biertempel modernsten Betonstils, ist ein sechstes ‚Union-Theater‘ eröffnet worden. Trotz allergrößter Raumausnutzung, denn die kostbare Ecke macht es zur Bedingung, daß buchstäblich jeder Quadratzentimeter ausgenutzt werden muß, war es dem Baukünstler Moritz Ernst Lesser doch möglich geworden, ein prächtiges Lichtspieltheater in den Schachtelbau hineinzupraktizieren, das für 850 Personen bequem Platz bietet. Der breite und einladende Eingang zum Bavaria-Restaurant hat links und rechts nur bescheidenen Platz für zwei Flügeltüren zu den Aufgängen zum Kino-Theater gelassen, die uns als zu klein erscheinen, während das Theater innen den Besucher auf das höchste überrascht. In kühnen Linien zieht sich ein breiter Rang herum. Die Logen haben einen chorstuhlartigen Hintergrund erhalten. Die Bestuhlung ist grün gepolstert. Von ausgezeichnet effektvoller, künstlerischer und diskreter Wirkung sind die oval gehaltenen Beleuchtungskörper. Die Effektbeleuchtung für die Front lieferte A. B. Carter, die sehr vornehm wirkenden Livréen für das Personal fertigte Hermann Hoffmann. Viel beachtet wurde ein Lilliput-Page, 98 Zentimeter groß, 55 Pfund schwer, 18 Jahre alt, der ‚namentlich‘ Willy Vocke heißt, und großes Aufsehen erregte. Die Geschäftsführung liegt in den Händen von Herrn Gottschild, bekannt als bisheriger Betriebsleiter des ‚U.T. Unter den Linden‘“. (aus: Lichtbildbühne 23, 1914) |
| Union Skala Rosenthaler-Lichtspiele (Lage)                                                   | Rosenthaler Straße 4                                  | 1910–1943          | Das Grundstück Rosenthaler Straße 4 hat bei einer Straßenfront von 18 m eine bebaute Tiefe von 40 m, wozu gewerblich genutzte Bebauung gehörte. Durch die Luftangriffe 1943 wurde die Bebauung des gesamten Karrees zerstört,. Das Grundstück wurde nach der Beräumung seit den 1960er Jahren als Lagerplatz genutzt und in den 1980er Jahren erfolgte die Lückenbebauung mit sechsgeschossigen Wohnhäusern. Im Kino-Adressbuch sind für kinematographische Vorführungen die Alexander-Lichtspiele erstmals 1914 aufgeführt und firmieren darin bis 1918 unter diesem Namen. Der spätere Inhaber Karl Sedlak gibt im Kino-Adressbuch anfangs 1927 – das Jahr seiner Geschäftsübernahme – und ab der 1931er Ausgabe 1910 als Gründungsjahr an. Im Berliner Adressbuch 1917 sind (erstmals) die Rosenthaler Lichtspiele von W. Bock aufgenommen. Das Kino ist mit 221 Plätzen angegeben, 1920 mit 190. Kinoinhaber ist 1918 Arno Höppner (Berliner Adressbuch: Inhaber eines Kinotheaters), 1919 Sommer, 1920 ist H. A. Thiele mit seinem Geschäftsführer Willy Schlic genannt. Für 1921 nennt das Kino-Adressbuch ebenfalls Thiele, im Berliner Adressbuch ist H. Jahn (Lichtspiele) notiert. Für 1922 ist im Gewerbeteil M. Wattelstaedt als Inhaber und im Straßenteil sind Rosen-Lichtspiele aufgeführt. Der nächste Beleg für ein Kino folgt nach dem Inflationsjahr erst 1927 sowohl im Kino-Adressbuch: „Select-Lichtspiele, N Rosenthaler Straße 4, Inh: Bendikowski u. Fritz“ als auch im Berliner Adressbuch 1927. In der Spielstätte mit 191 Plätzen erfolgen tägliche Vorstellungen. 1928 übernimmt Karl Sedlak das Kino unter der Bezeichnung Skala-Lichtspiele (im Startjahr zusammen mit Bernhard Heimann, beide waren auch an anderen Spielstätten beteiligt). 1931 werden die Skala-Lichtspiele auf 200 Sitzplätze erweitert und mit mechanischer Musik ausgerüstet, ab 1934 ist Tonfilm möglich. 1932 und 1933 war die Elite Kino GmbH mit Direktor Karl Sedlak und Geschäftsführer F. F. Schlee Kino-Inhaber. 1934 übernahm Julius Barber mit Namensänderung in Union-Lichtspiele, die ab 1937 von Attila Sajo mit 186 Plätzen geführt werden. Der Kinobetrieb musste wegen der Bombenschäden eingestellt werden. |
| Universum (Eden) (Lage)                                                                      | Karl-Marx-Allee 3 (Landsberger Straße 43–47)          | 1916–1952          | 1913 wurde das Gebäude Landsberger Straße 43–47 als Kaufhaus Haus am Zentrum erbaut und war ursprünglich ein trapezförmiges Eckgebäude. Es steht unter Denkmalschutz. Aktuell wird es für das Haus der Gesundheit genutzt, seit 1923 dient es bereits als solche Einrichtung. Der Standort entspricht dem Gebäude Karl-Marx-Allee 3. (laut Vergleich auf www.histomapberlin.de hausnummerngenau mit Straube-Plan) Die Landsberger Straße verlief vom Alexanderplatz zum Landsberger Tor (um 1960: Leninplatz, seit 1992: Platz der Vereinten Nationen). Die Straße wurde beim Wiederaufbau nach dem Zweiten Weltkrieg komplett überbaut. Das Kino existierte unter dem Namen „Universum-Lichtspiele“ noch bis 1952. |
| Union-Theater Unter den Linden (Decla, Wilhelmshallen, Isolatograph, Mesters Biophon) (Lage) | Unter den Linden 39 (vormals 21, 37)                  | 1896–1922          | Am 25. April 1896 wurde in den Wilhelms-Hallen Unter den Linden 21 ein Vorführraum der Deutschen Kinematographischen Gesellschaft eröffnet. Der Projektor stammte aus Frankreich. 21. September 1896: Oskar Messter übernahm Berlins erstes Kino im Saal des Restaurants Wilhelmshallen, neben der Kaisergalerie gelegen. In diesem durch Messter bald Biorama getauften Etablissement hatten schon seit April kinematographische Vorführungen stattgefunden, die nun mit seinen Apparaten und Programmen fortgesetzt und von Phonographenmusik begleitet wurden. Messters Kino konnte sich aber nur wenige Monate halten. 1896 Isolatograph; Lebende Photographien mittels Kinematographie; 1905–1907 Messters Biophon; 1910 UT Unter den Linden; später Decla-Lichtspiele, 1896–1914 Das Union-Theater befand sich direkt neben dem Eingang der Lindenpassage (Kaiserpassage), in der sich das Passage-Theater befand. Es schloss vermutlich in der Zeit der Inflation um 1922 und wurde nicht wieder eröffnet. Die Hausnummer änderte sich 1937 in Nr. 37 und liegt heute im Bereich des Grundstück Nr. 39. Das Haus wurde im Zweiten Weltkrieg 1944 zerstört. „Berlin. Das Union-Theater hat am Sonnabend, den 20. d. Mts. [Anm: August 1910], in dem Hause Unter den Linden 21 ein zweites Theater eröffnet. Die Einrichtung, die wir bereits geschildert, ist eine glänzende und wurde allseitig bewundert. Die Eröffnungsfeier vollzog sich vor einem geladenen Publikum, das mit dem Beifall nicht kargte und den von Jos. Giampietro vorgetragenen, von Herrn Dr. Leipziger verfassten Prolog besonders auszeichnete. Zu dem Programm hatten unsere ersten Firmen bereitwilligst Neuheiten geliefert, die, unterstützt durch einen ganz vorzüglichen Pathé-Apparat, der die Bilder in mustergültiger Weise und mit einer überraschenden Klarheit und Ruhe wiedergab. Auch an Ueberraschungen fehlte es nicht. Die Damen wurden durch ein hübsches Blumenarrangement, dessen Schleifen mit dem Datum der Eröffnung bedruckt waren, erfreut, und manches Glas schäumender Sekt auf das Blühen und Gedeihen des Theaters gelehrt. Direktor Goldschmidt, dem auch die Leitung dieses Theater anvertraut wurde, hat hier wieder einmal ein Organisationstalent entwickelt, um das ihn so mancher beneiden wird. Am ersten Sonntag hatte das breite Publikum Gelegenheit, den neuen Kunsttempel zu besuchen, und wenn der Andrang so bleibt, wie er hier ansetzte, dann hat die Projektionsgesellschaft ‚Union‘ wiederum eine glückliche Hand bewiesen. Alles was zur Branche gehört, war vertreten, und einstimmig war das Urteil, dass in kurzer Zeit hier ein Theater erstanden, das der Kinematographie neue Freunde erwerben wird.“ (aus: Der Kinematograph 192, 1910) |
| Weidenhof-Lichtspiele (Lage)                                                                 | Friedrichstraße 136                                   | 1926–1943          | 1912/1913 wurde an der Friedrichstraße 136 / Schiffbauerdamm 1 / Am Zirkus 7 ein Neubau errichtet. Die Weidendammer Brücke war beim U-Bahnbau erneuert worden, anstelle des New York Hotels wurde der Weidenhof erbaut und darin das „Casino Weidenhof“ eröffnet. Der Theaterbesitzer Erich Richter eröffnete 1926 im Saal seine Lichtspiele mit 231 Plätzen. Bespielt wurde das Kino täglich und 1930 wurde mit Technik von Klangfilm die Vorführung von Tonfilmen möglich. Ab 1932 ist es als Tageskino im Kino-Adressbuch verzeichnet. Das Gebäude wurde im Krieg bei den Luftangriffen schwer zerstört und der Kinobetrieb noch unter Leitung von Erich Richter entsprechend 1943 eingestellt, der letzte Eintrag im Reichskino-Adressbuch (Erich Richter, Berlin-Grunewald, Paulsborner Str. 49) besteht für 1941. Nach der Beräumung verblieb auf dem Grundstück (bis in die 1990er Jahre das Restgebäude) des Hotels Adria und eine Grünfläche. Seit 2004 befindet sich das Spreekarree Schiffbauerdamm 1, ein kombiniertes Geschäfts-, Büro- und Wohnhochhaus, auf dieser Fläche. |
| Zeitkino Alexanderplatz (Lage)                                                               | Bahnhof Alexanderplatz                                | 1950–1961          | Am 7. Juli 1950 wurde das DEFA-Zeitkino im Bahnhof Friedrichstraße eingerichtet. Durch Georg Gutschmidt werden ebenfalls Zeitkinos am Bahnhof Alexanderplatz und am Hauptbahnhof in Leipzig eingerichtet. Das Zeitkino am Alexanderplatz eröffnete am 15. August 1950. Geschlossen wurde es 1960/1961. Gezeigt wurden Kurz- und Dokumentarfilme. |
| Zeitkino Friedrichstraße (Lage)                                                              | Bahnhof Friedrichstraße                               | 1950–1961          | Am 7. Juli 1950 wurde das DEFA-Zeitkino im Bahnhof Friedrichstraße eröffnet. Durch Georg Gutschmidt werden ebenfalls Zeitkinos am Bahnhof Alexanderplatz und am Hauptbahnhof in Leipzig eingerichtet. Im Bahnhof Friedrichstraße befand es sich erst in der östlichen und später in der unteren Bahnhofshalle. Im östlichen Bereich wurde später ein Intershop eingerichtet. Das Zeitkino schloss 1961 mit Errichtung der Berliner Mauer. Gezeigt wurden Kurz- und Dokumentarfilme. |
| Zentrum-Lichtspiele (Lage)                                                                   | Münzstraße 21–23                                      | 1901–1961          | Das Kinematographentheater ist anfangs unter der Adresse Münzstraße 1 angegeben. Dieses Haus lag an der Straßenecke zur Neuen Schönhauser Straße. Das Kino befand sich vermutlich im Innenhof des Hauses. Das Haus Nr. 1 wurde 1932 bei der Umstellung der Hausnummerierung zu Münzstraße 23, darin befand sich von 1893 bis 2014 ein Lokal (Bierstube Alt-Berlin) und ein Ladengeschäft. Der Gebäude-Komplex Münzstraße 21/23 mit der Neuen Schönhauser Straße 21 an der Ecke steht unter Denkmalschutz. Das Haus wurde 2014 saniert und Modeläden eingerichtet. Im Kino-Adressbuch ist das Kinematographentheater in der Münzstraße 1 in den Jahren 1911–1913 für Reese & Walle, 1913–1920 für den Kinematographenbesitzer H. Rudolf, sowie 1914–1920 mit H. Rudolf Kinematographen GmbH. Ab 1920 wird der Name Zentrum-Lichtspiele (auch in der Schreibung Centrum) genutzt, im Besitz der Zentrum-Lichtspiele GmbH, Geschäftsführer sind Baumgarten, ab 1924 bis 1932 Julius Erlach. Das Kino ist mit 134–149 Plätzen und täglichem Spielbetrieb vermerkt, die Adresse ab 1928 mit ‚Münzstraße 1/2, Ecke Alte Schönhauser Straße‘. Als Gründungsjahr ist vom Besitzer 1902 eingetragen. Das Kino mit mechanischer Musik übernahm 1932 Christian Deversch, dessen Geschäfte Carl Deversch führt. 1934 ist die Technik für Tonfilme von Kinoton eingebaut, nachdem Gertrud Kozick Inhaberin wurde, die Anzahl der Sitzplätze ist mit 110 angegeben, sie ließ als Gründungsjahr 1901 eintragen. Das Kino überstand die Ereignisse des Zweiten Weltkriegs relativ unbeschadet und wurde durch Gertrud Kozicka privat weiter betrieben. Für 1952 als Zentrum- und Capitol-Lichtspiele, ab 1955 Zentrum-Capitol Lichtspiele. Im Kinoadressbuch sind in den Nachkriegsjahren als Adresse Neue Schönhauser Straße 13 (steht für Capitol-Lichtspiele), ab 1960 ‚Münzstr 21–23 (Neue Schönhauser Straße 13)‘ aufgenommen. Im Branchen-Telefonbuch Berlin-Ost 1961 auf Seite 130: „Zentrum-Capitol, C 2, Münzstr 21–23, 42 62 82“. Im September 1961 wurde das Kino geschlossen. |
| Zeughauskino (Lage)                                                                          | Unter den Linden 2                                    | 1958 bis heute     | Das Zeughauskino befindet sich auf der Ostseite des barocken Zeughauses, welches das Deutsche historische Museum beherbergt. Der Kinosaal, der 2004 nach einer Renovierung neu eröffnet wurde, bietet 166 Zuschauern Platz. Die Innenarchitektur des Kinosaals ist als Zeugnis der frühen 1960er Jahre denkmalgeschützt. Das Zeughauskino des Deutschen Historischen Museums präsentiert Filmreihen der besonderen Art. Bereits im Jahr 1958 hatte das Museum für Deutsche Geschichte in den Räumlichkeiten des heutigen Zeughauskinos einen Saal für Kinovorführungen eingerichtet, der zwischen 1958 und 1992 allerdings nur sporadisch bespielt wurde. Am 1. Februar 1992 nahm das Kino – nun als Teil des Deutschen Historischen Museums – unter dem damaligen Leiter Rainer Rother den regulären Betrieb auf. |
| Z-inema (Lage)                                                                               | Bergstraße 2                                          | 2000 bis heute     | 1993 eröffnete die Z-bar in der Bergstraße 2 in einer ehemaligen Bäckerei. Im Jahr 2000 wurde ein hinterer Raum in der ehemaligen Backstube hergerichtet, der seitdem kulturellen Veranstaltungen zur Verfügung steht und auch das Kino beherbergt. Geboten wird Arthouse, Independent und B-Movie. Betrieben wird das Kino von Thomas Wind und dem Verein „wechsel e. V.“ |